# Juwelen! Schitteren aan het Russische hof

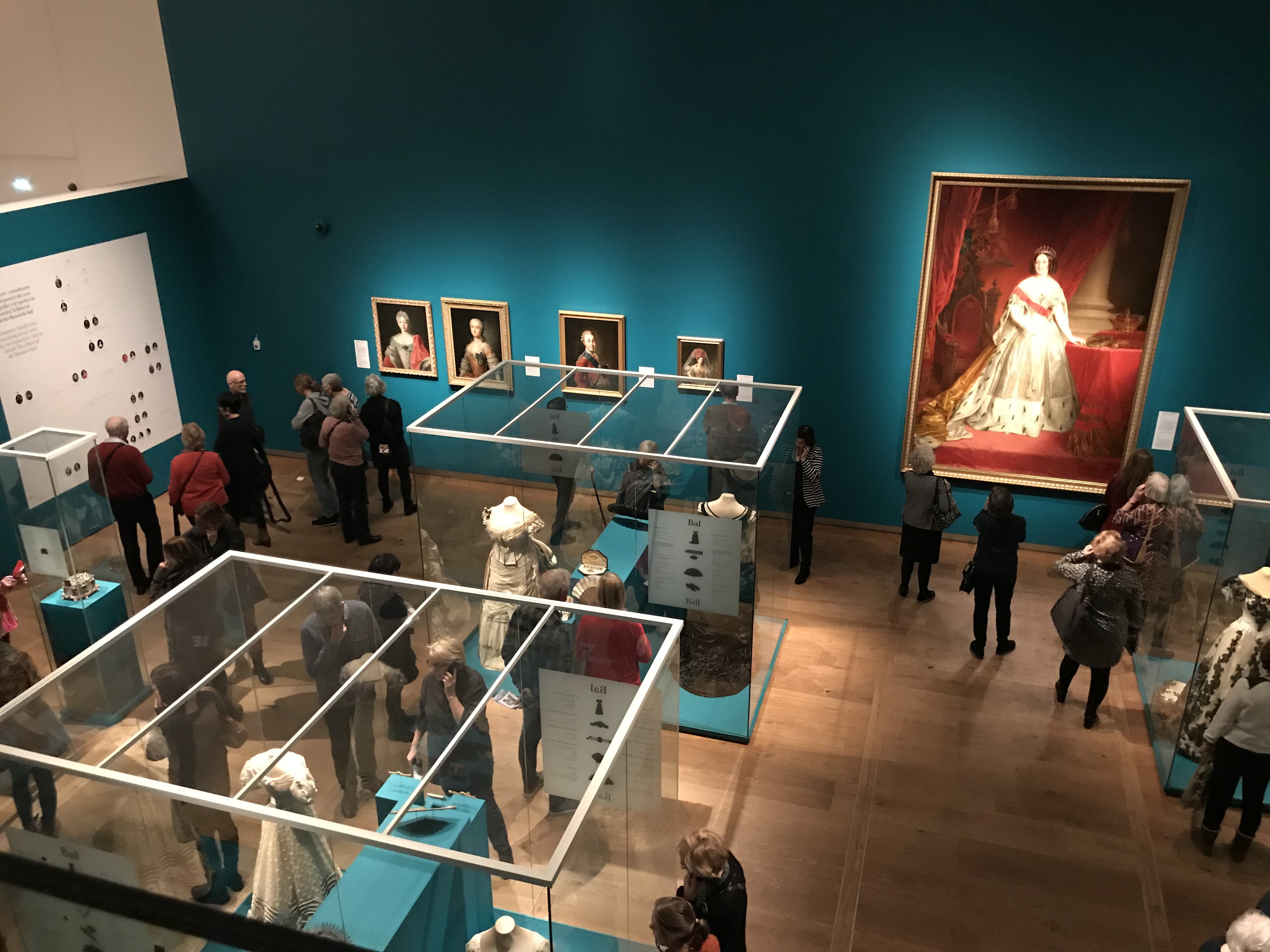
Overzicht van de "Balzaal" met het Romanov familie stamboom als muurschildering links. Rechts het portret van Anna Paulowna van Rusland, wiens persoonlijke armbanden te leen waren van de Koninklijke verzamelingen in Den Haag.

Juwelen! Schitteren aan het Russische hof was een expositie in de Hermitage Amsterdam van 14 september 2019 t/m 15 maart 2020. Na gesloten te zijn wegens coronamaatregelen, werd het twee keer verlengd tot uiteindelijk 16 oktober 2020.
Het hoofdthema juwelen was onderverdeeld in diverse categorieën, waaronder feesten aan het hof, schatkamers van de vorsten, het boudoir, de prinsjes en prinsesjes, bruiloften, rouw, de dandy-wereld én zelfs erotiek. Een lopende draad werd gevormd door de tentoongestelde portretten met de juwelen en bijpassende kleding die aan het Russische hof gedragen werden van ongeveer 1700 tot en met het fin-de-siècle. De route door de tentoonstelling begon met twee formele jassen voor hofgala's: één voor een kamerheer en één voor een prinses. 

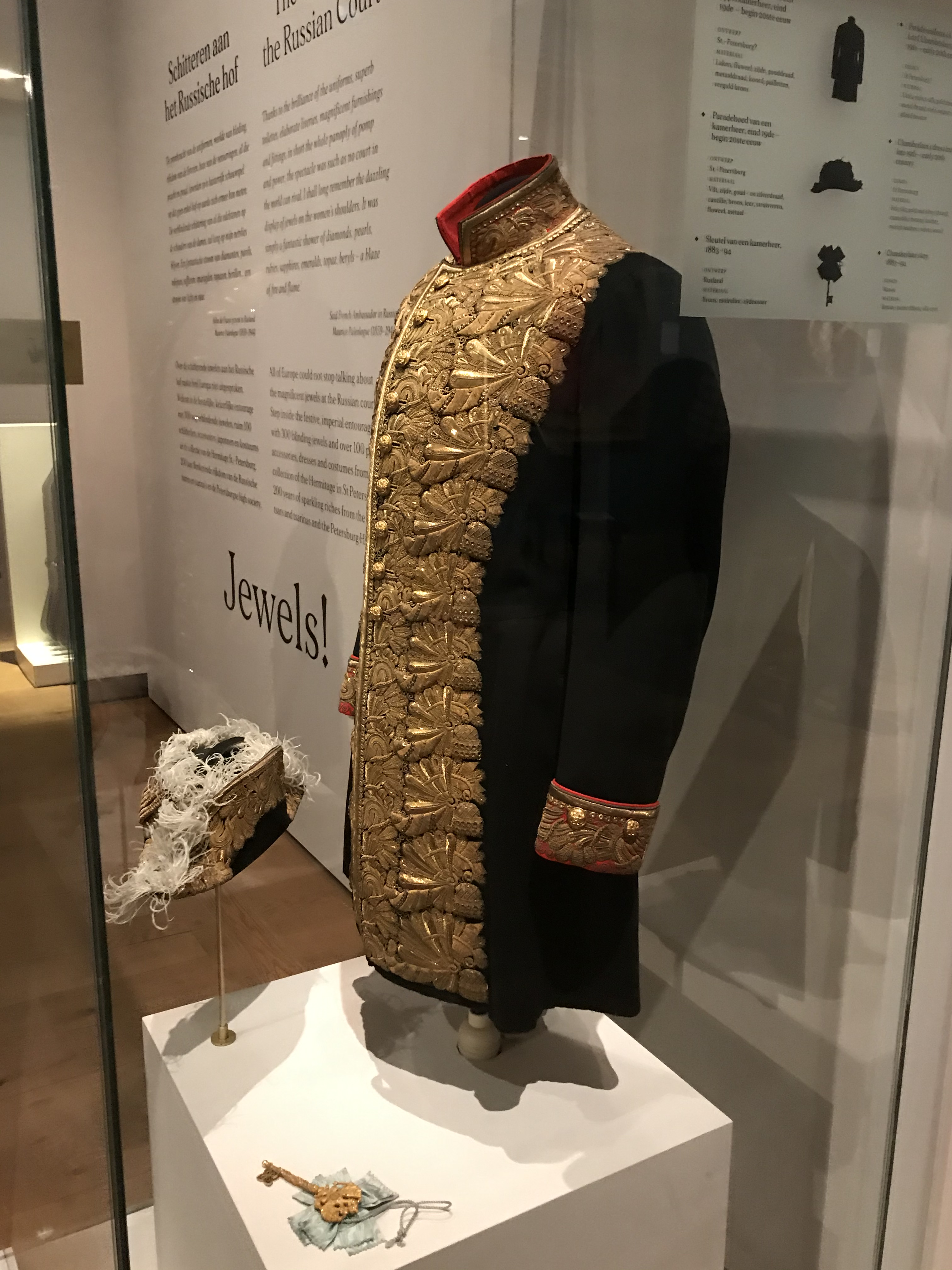
Jas van een kamerheer met een overdaad aan gouddraad, samen met pet en sleutel
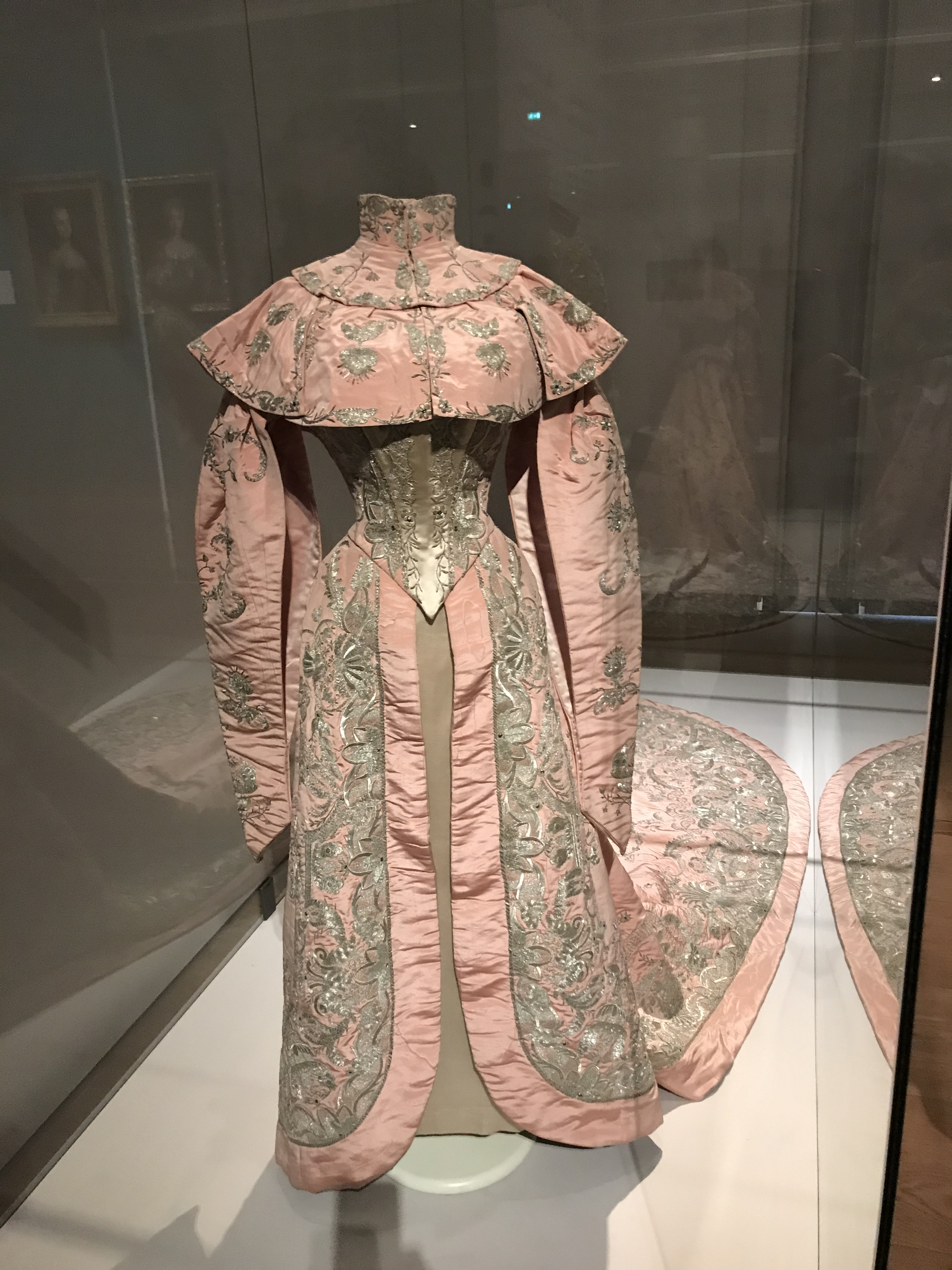
Hofjas gedragen door Prinses Zinaida Joesoepova
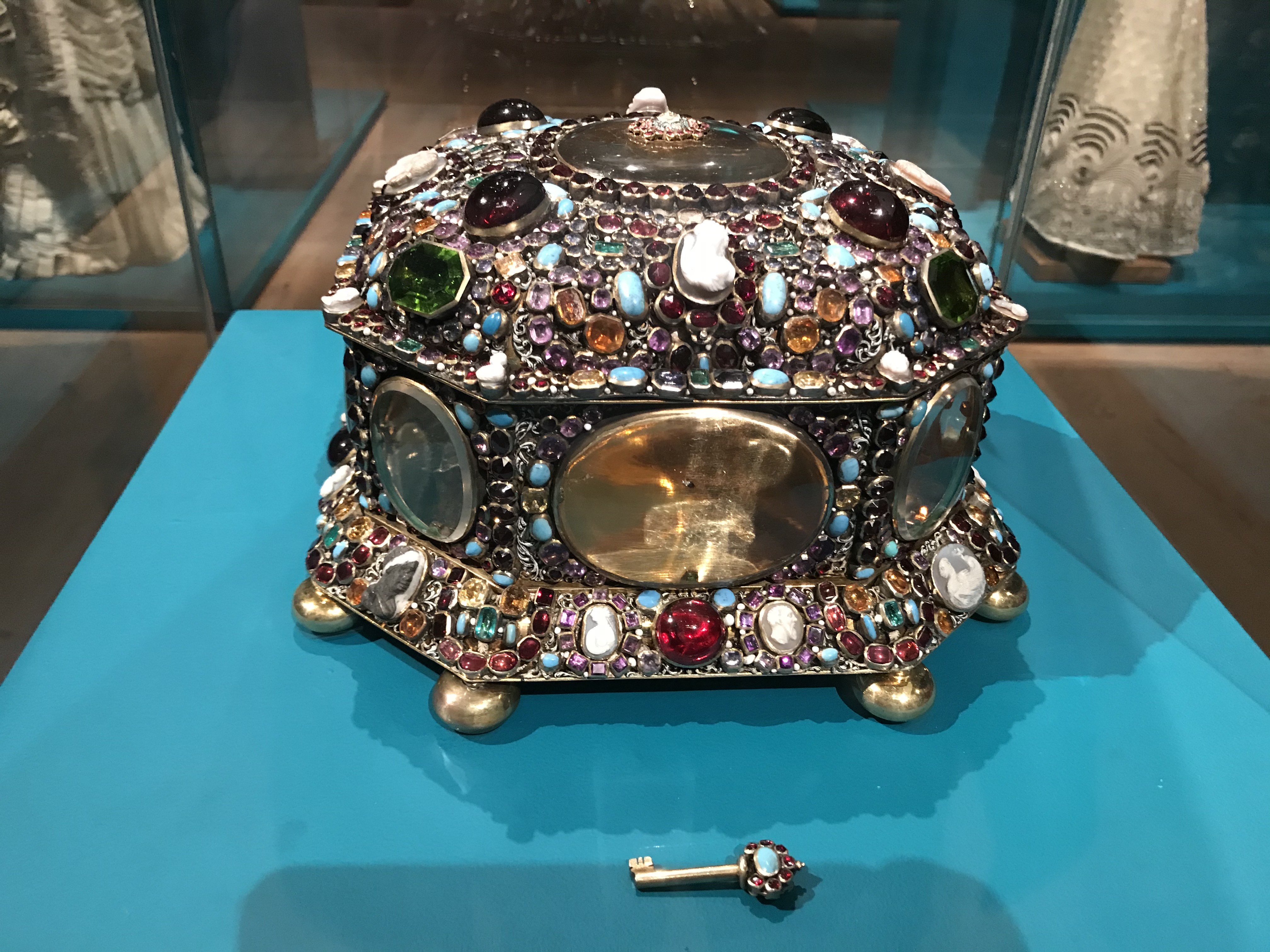
Achter de entrée was een recent gerestaureerd juwelenkistje van circa 1690

## Balzaal

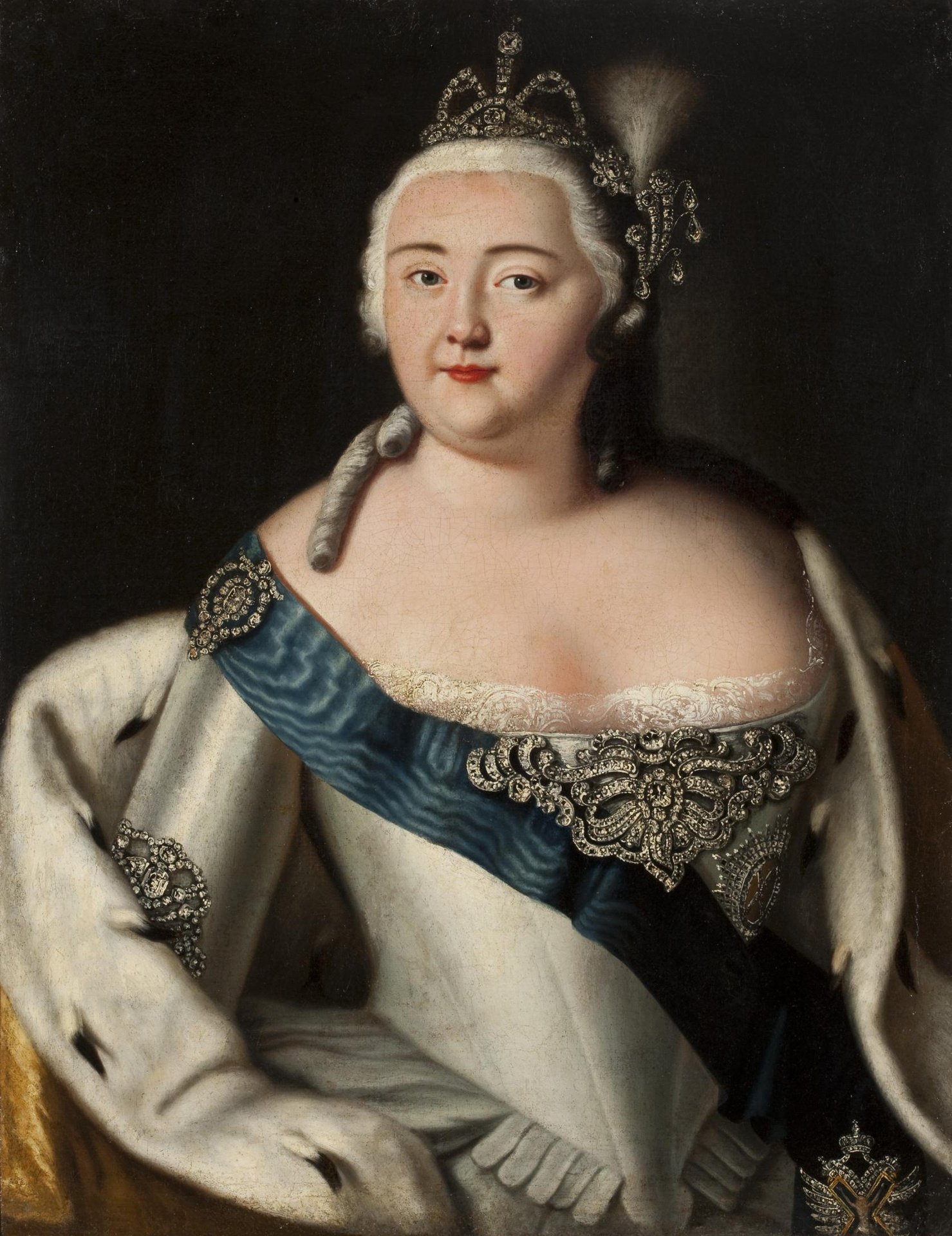
Portret van Tsarina Elisabeth van Rusland (1709-1761)

In de 'balzaal' bevatte de Romanov stamboom miniatuur versies van de portretten langs de muren. De kleding van de vorsten hielp bij het oriënteren en zette hun juwelen en andere tentoongestelde accessoires in context. Zo droegen zij doorgaans de orde van Sint Andreas en sommige stukken konden getraceerd worden door de generaties heen. 

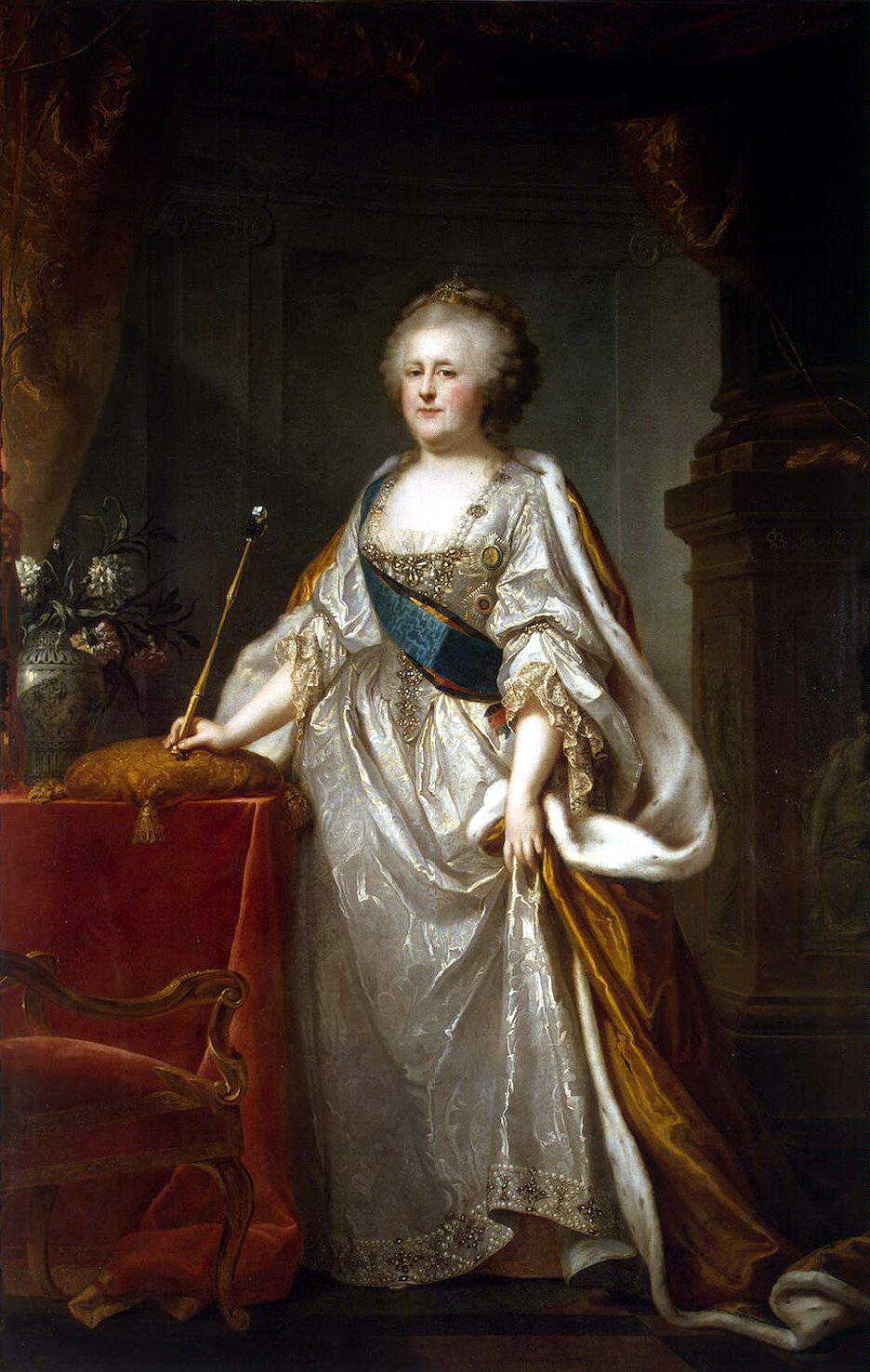
Catharina II hield overduidelijk van parels
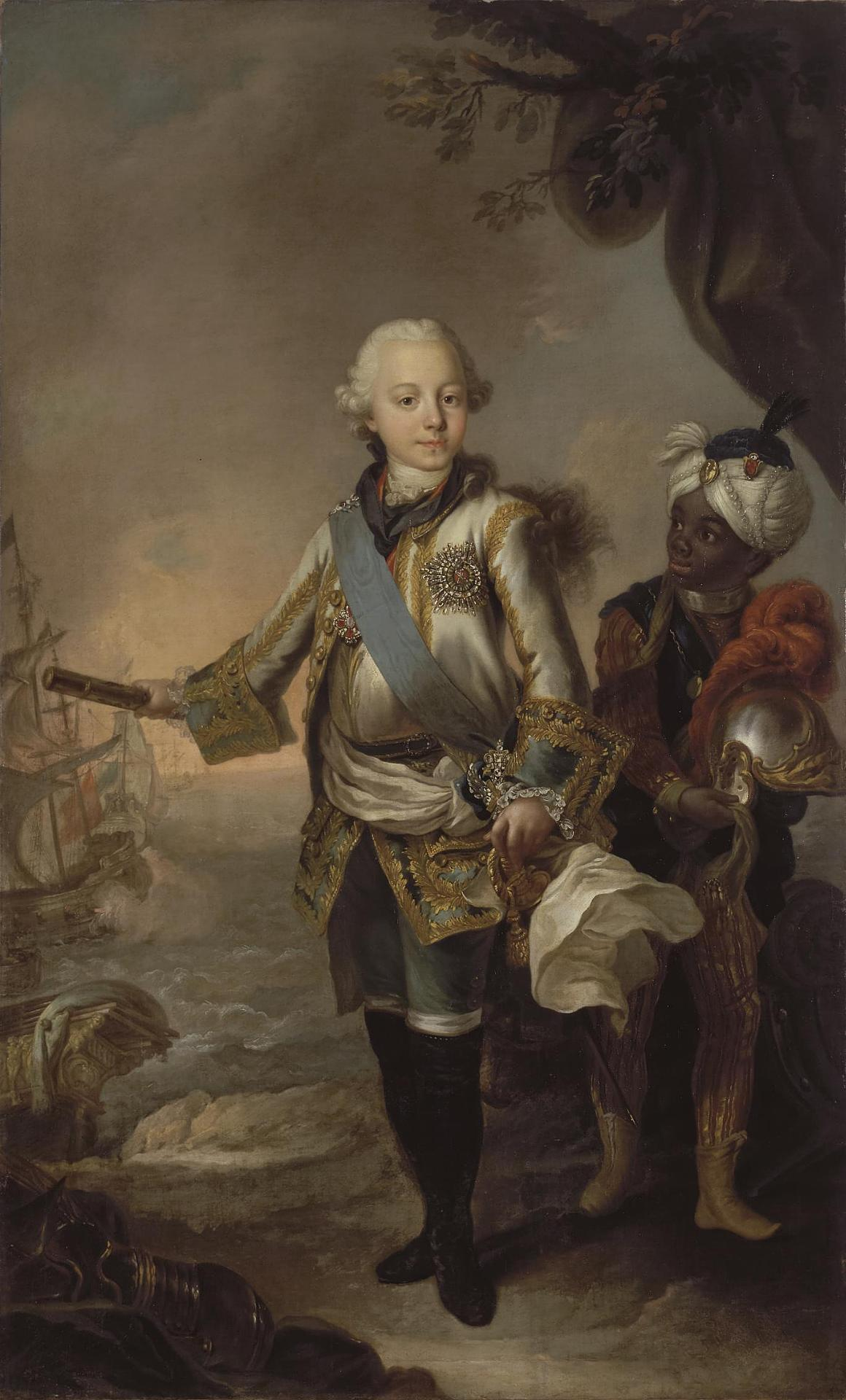
De latere Tsaar Paul I van Rusland met een diamant bedekte ster van de orde van St. Andreas, gezien met een tot slaaf gemaakte bediende en een schip
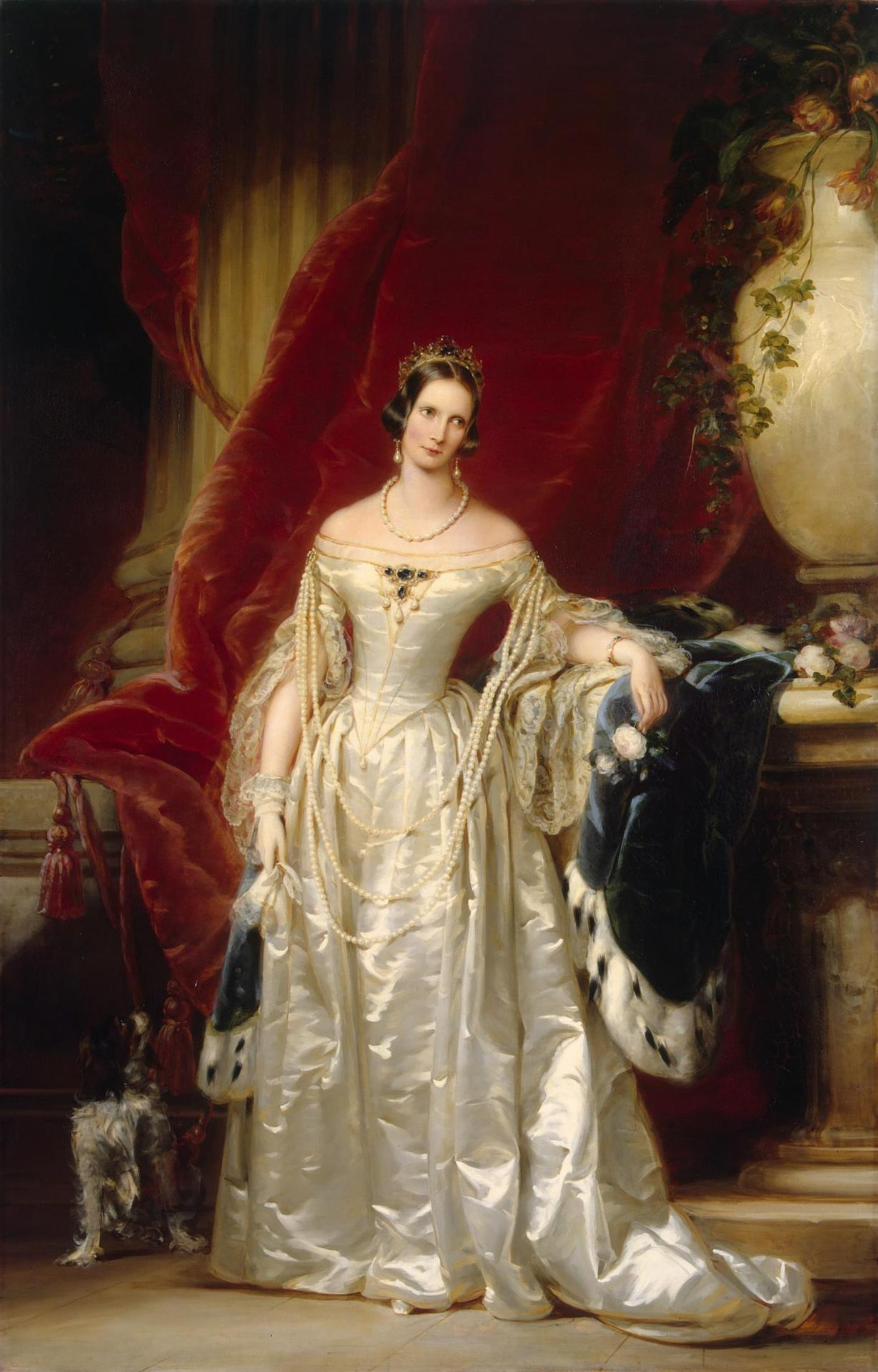
Tsarina Charlotte van Pruisen (1798-1860) met lange kettingen van parels
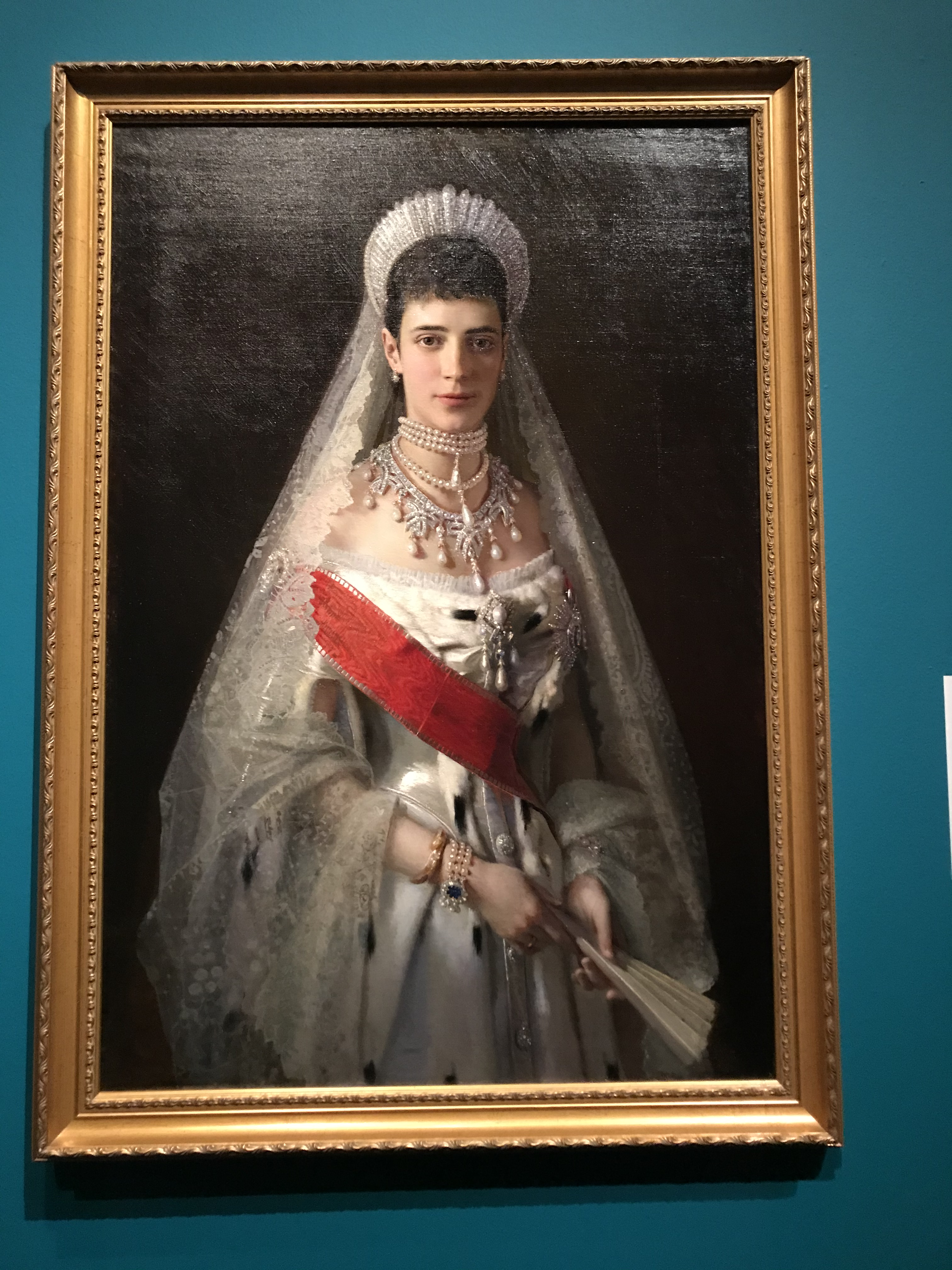
Tsarina Dagmar van Denemarken (1847-1928) draagt een kokoshnik tiara als muur van brillianten en grote traanvormig parels om haar nek.

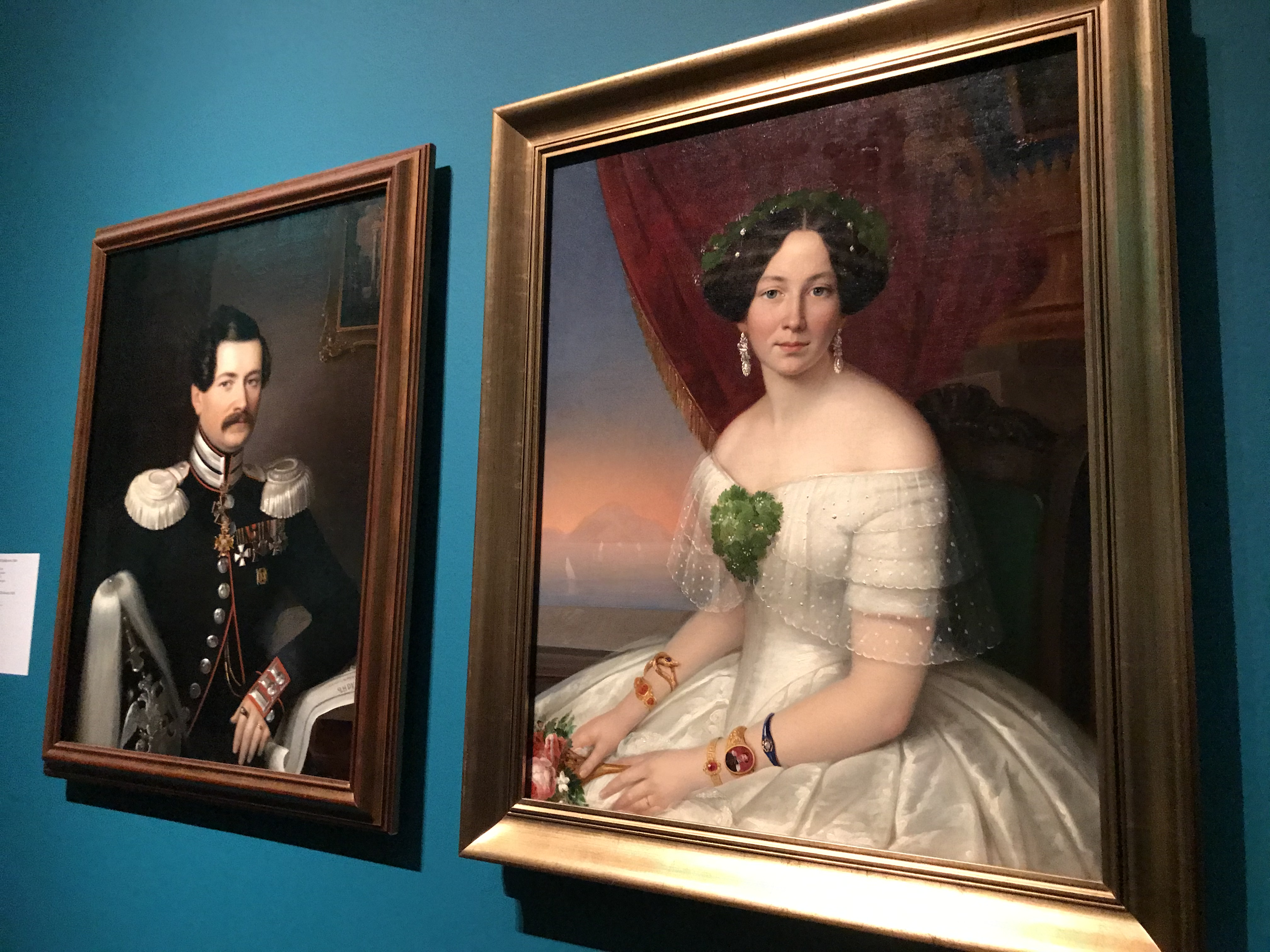
Portretten van een echtpaar, 1848

Niet alleen Romanovs, maar ook Russische aristocraten hingen aan de muren. Als gasten van Russische bals, lieten  hun portretten tentoongestelde kleding zien en accessoires in dezelfde stijl. Bijvoorbeeld Arkady Teljakovski en zijn vrouw Julia Kanshina tonen de mode van hun tijd. Arkady draagt een militair uniform met zilveren knopen en schouderepauletten. Ook zijn borst hangt vol medailles. Julia draagt een porte-bouquet en meerdere armbanden tegelijk. Eentje heeft een miniatuur portret van haar man.

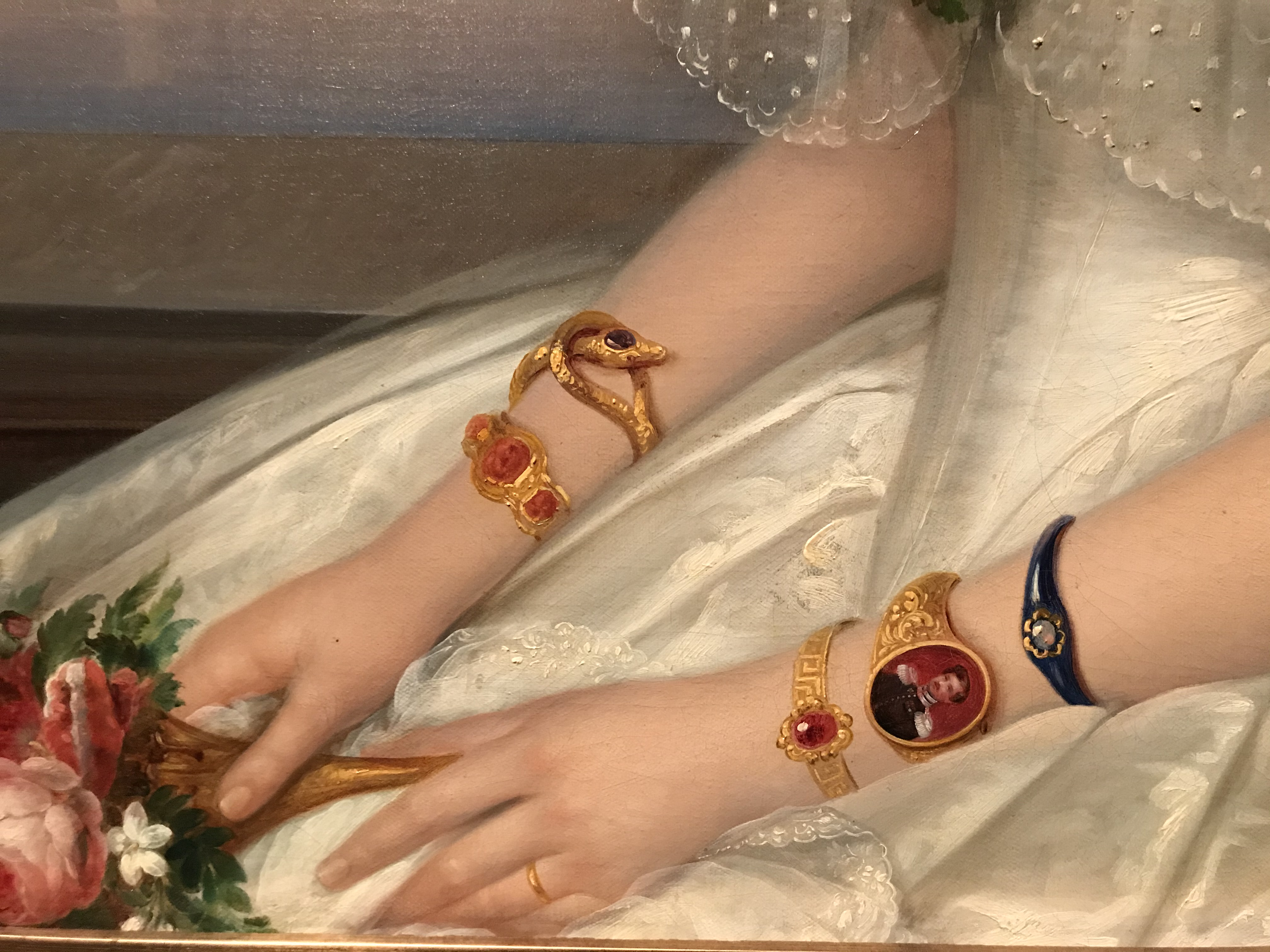
In Julia Kanshina's handen zijn soortgelijke dingen als in nabije vitrines
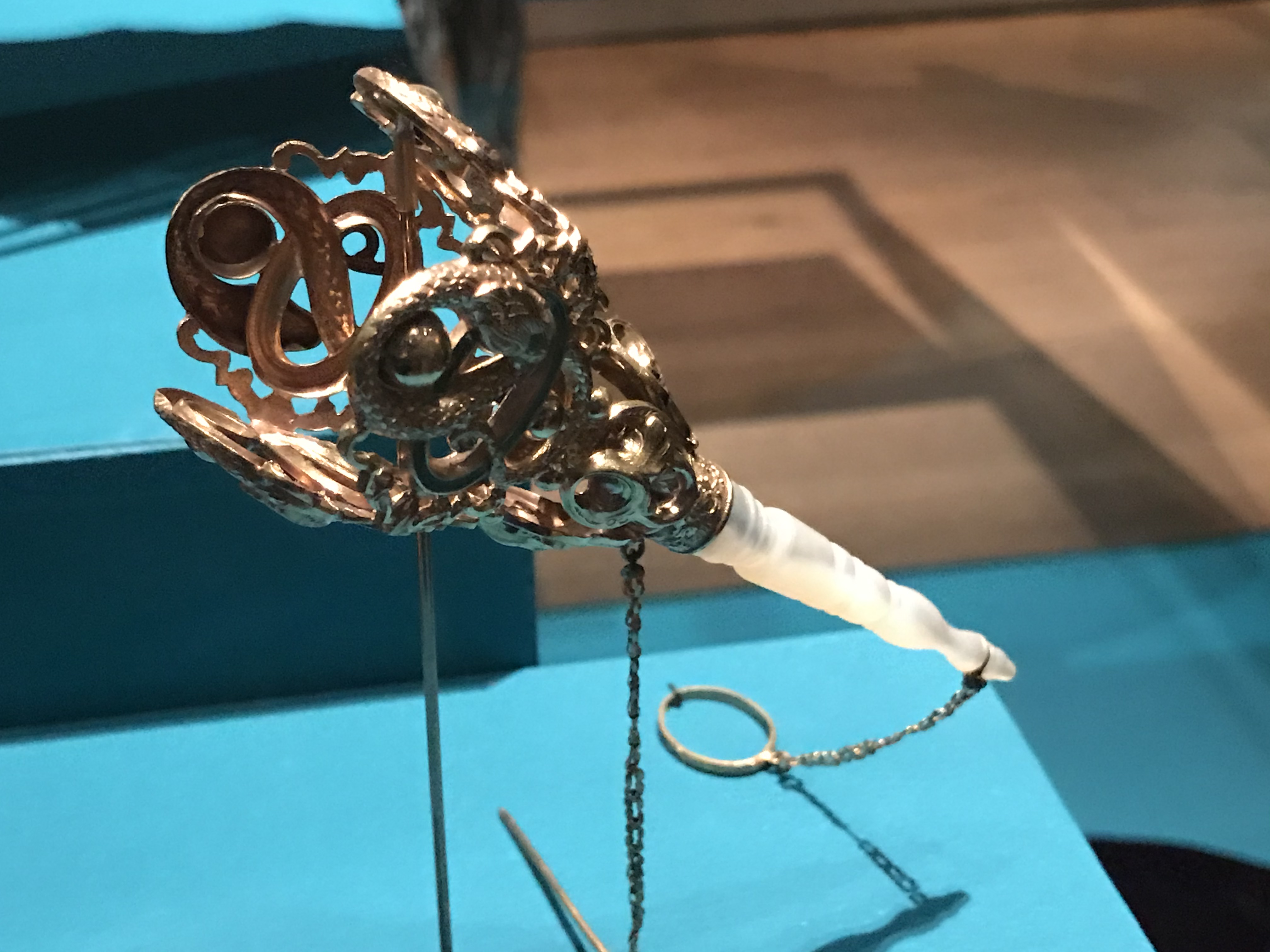
Een porte-bouquet
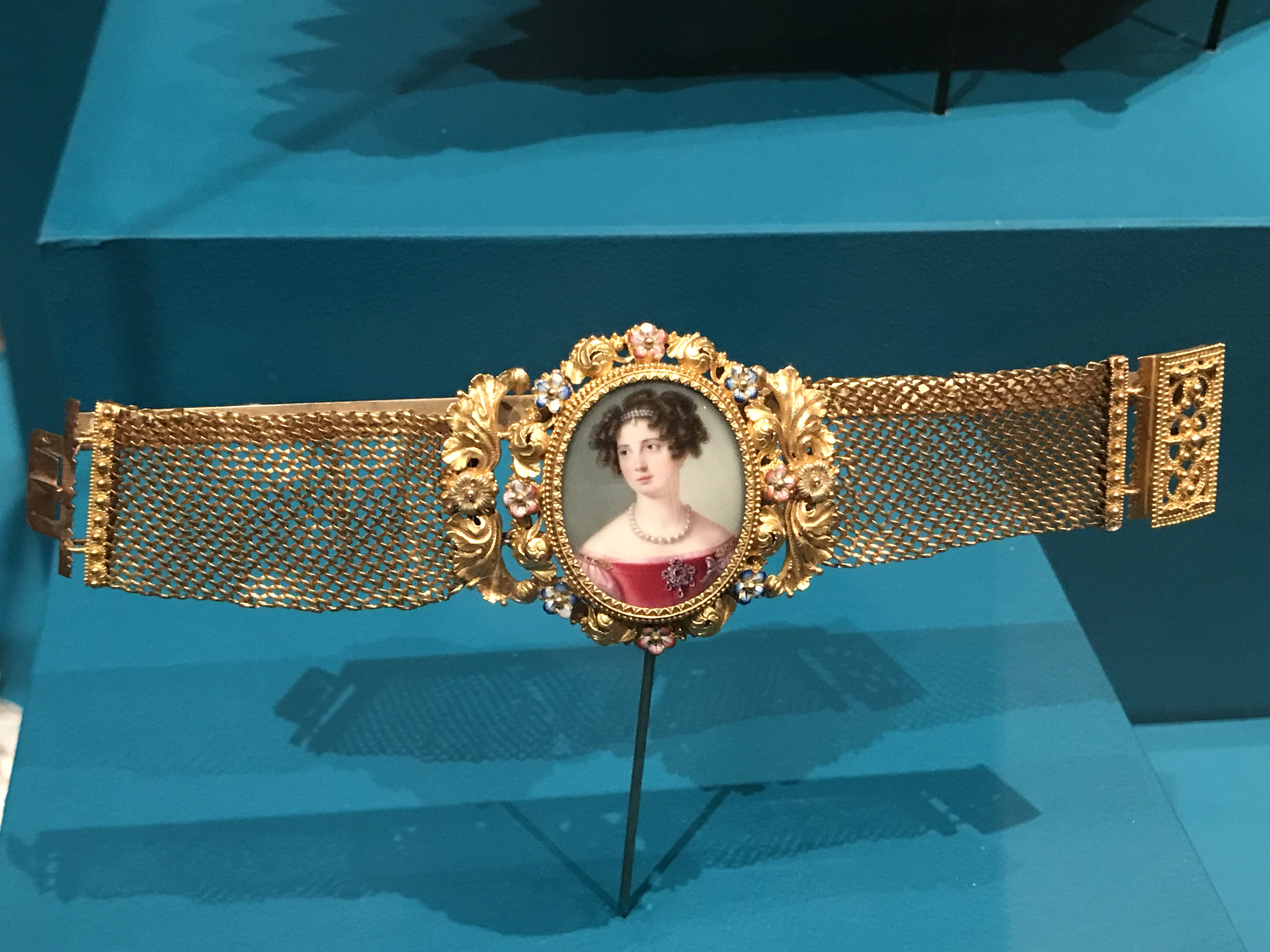
Armband met portret
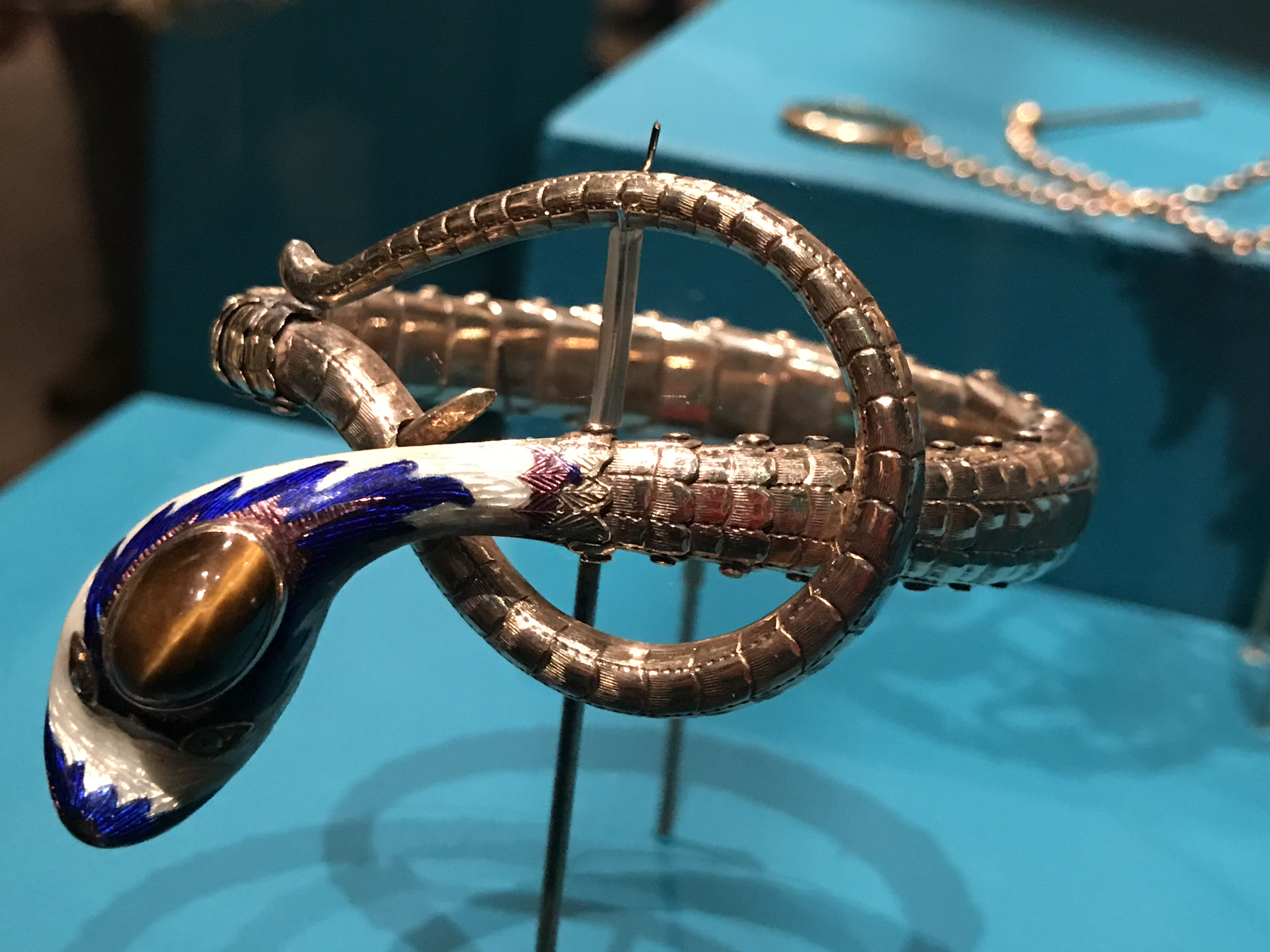
Armband in de vorm van een slang
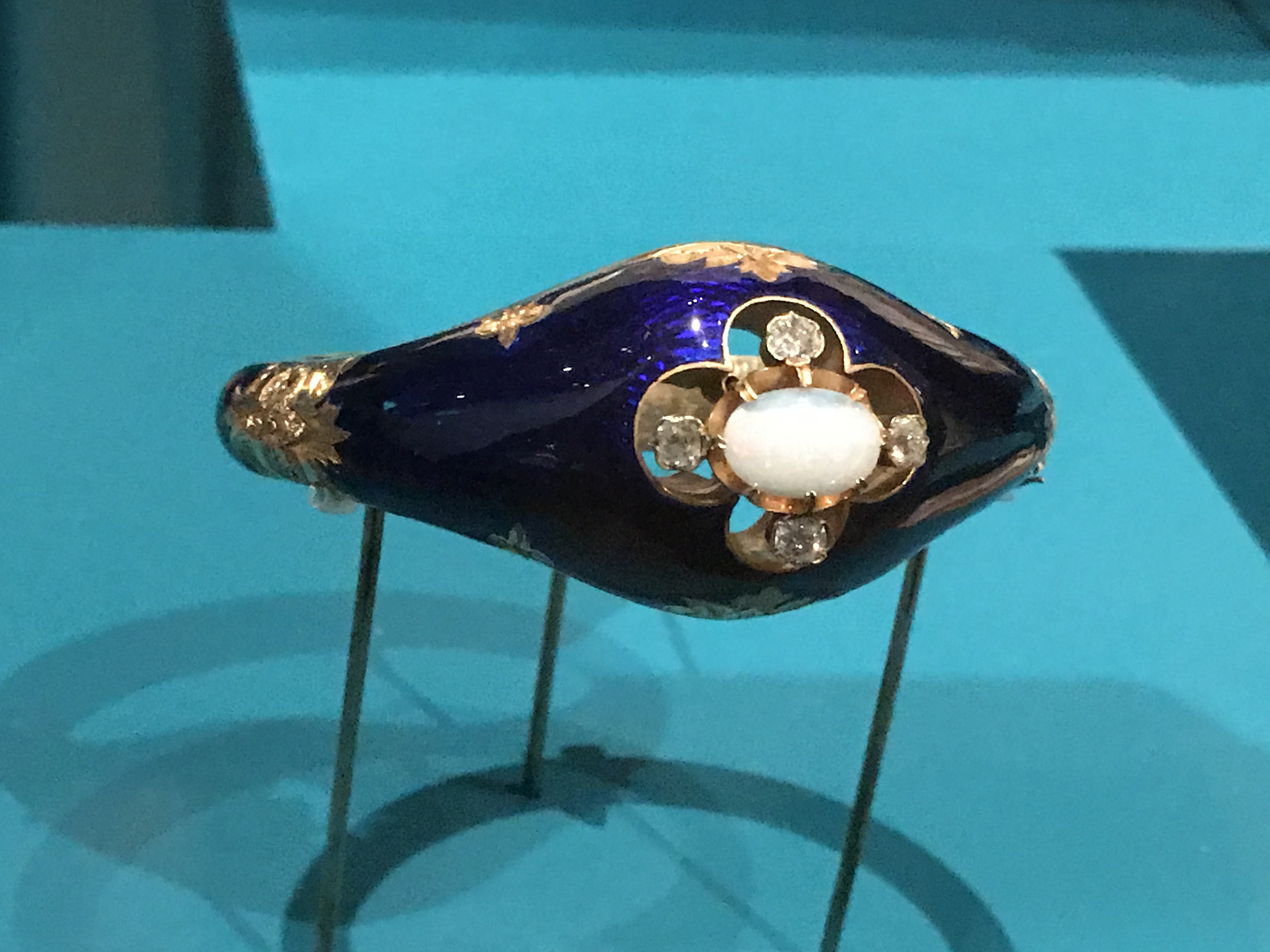
Armband met opaal
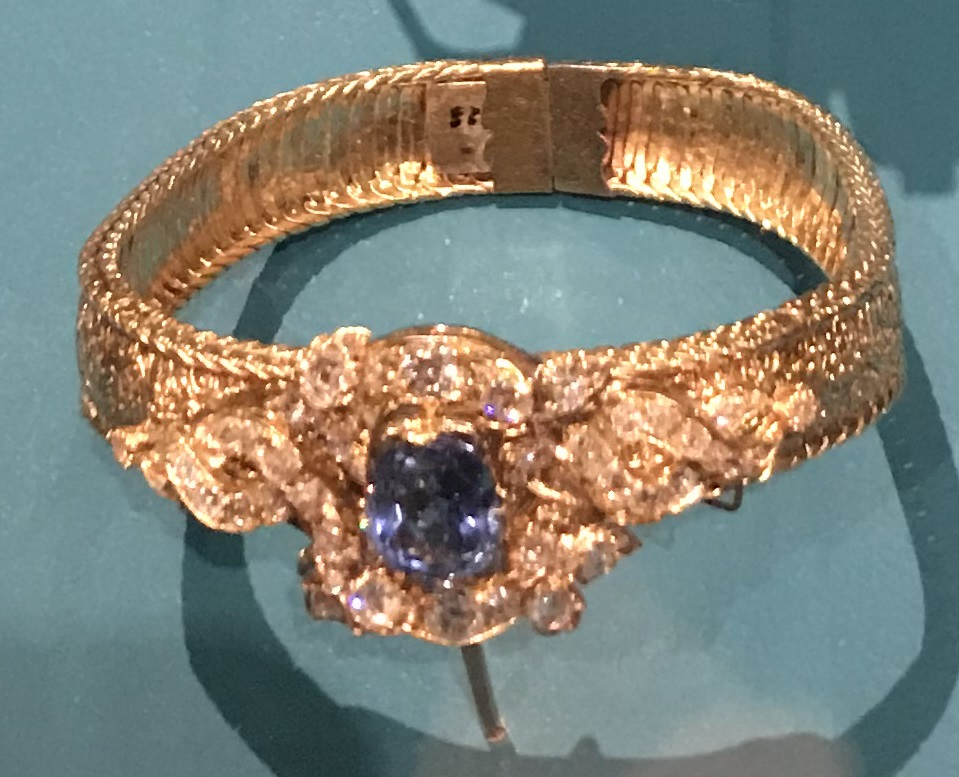
Armband met sapphire

Jurken waren vaak ontworpen met accessoires, en sommige bijpassende schoenen waren tentoongesteld.

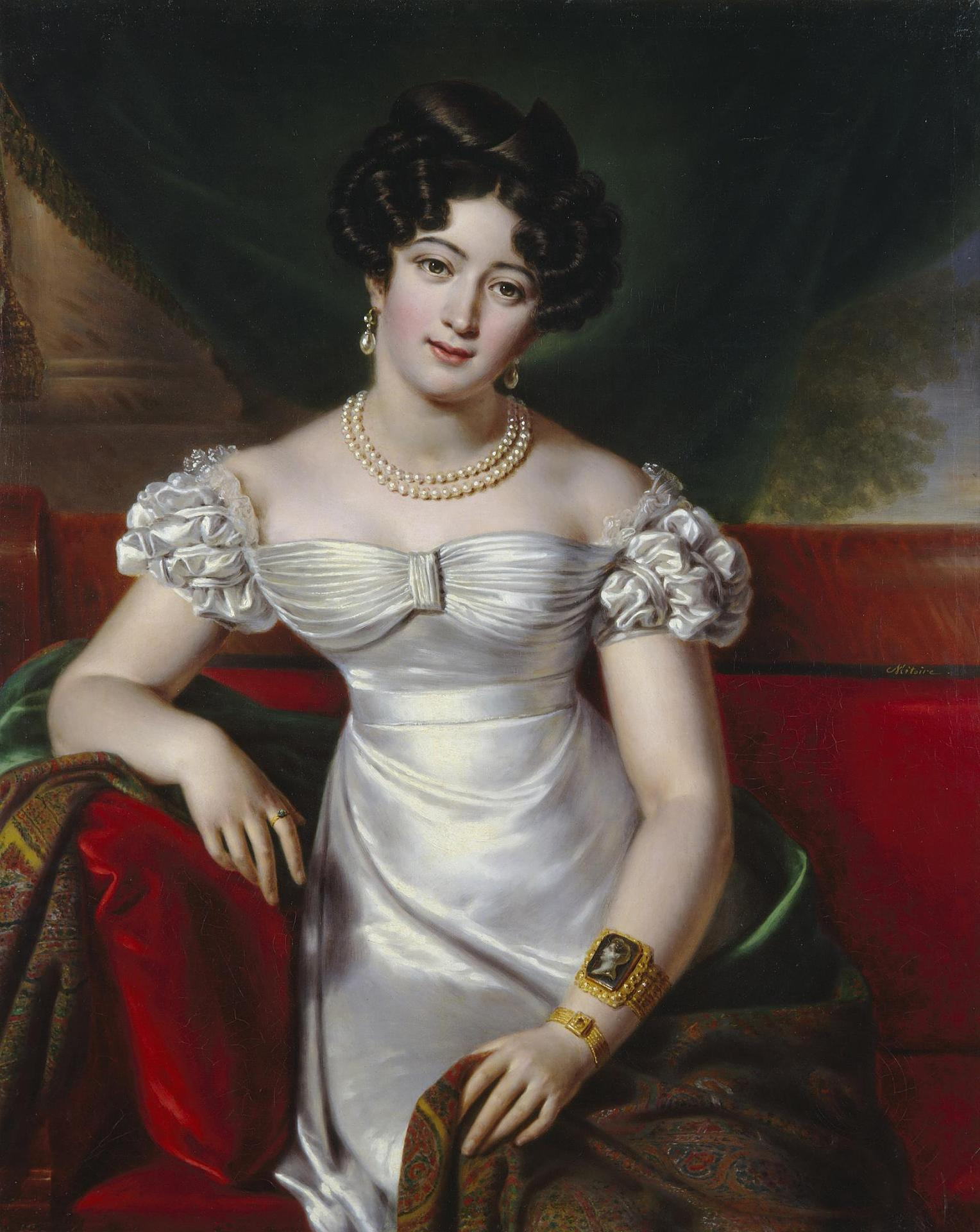
Yuliya Samoylova in een empirestijl jurk. Zij draagt parels en een cameo portret op haar armband
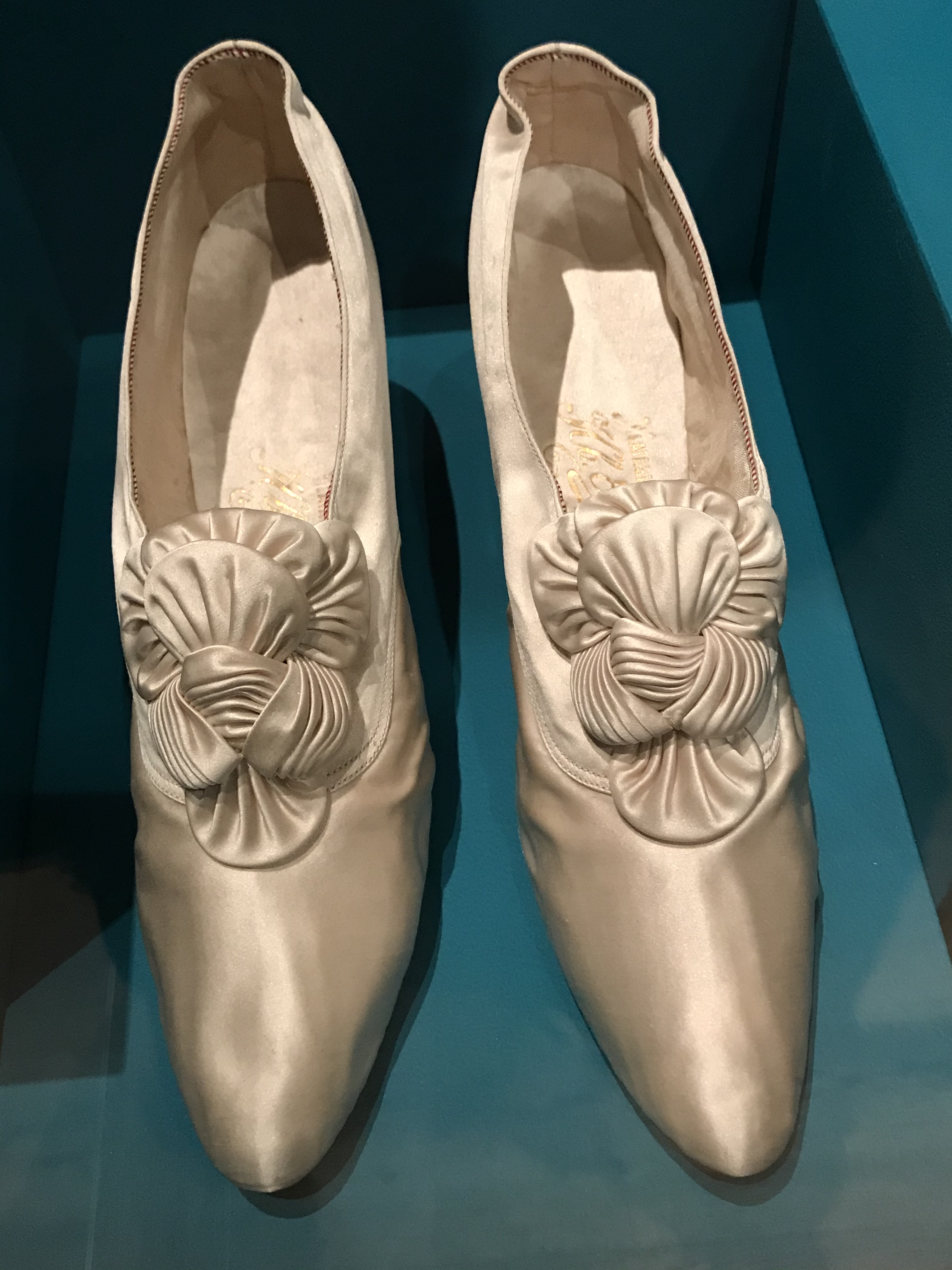
Witte schoenen die passen bij haar empire stijl jurk
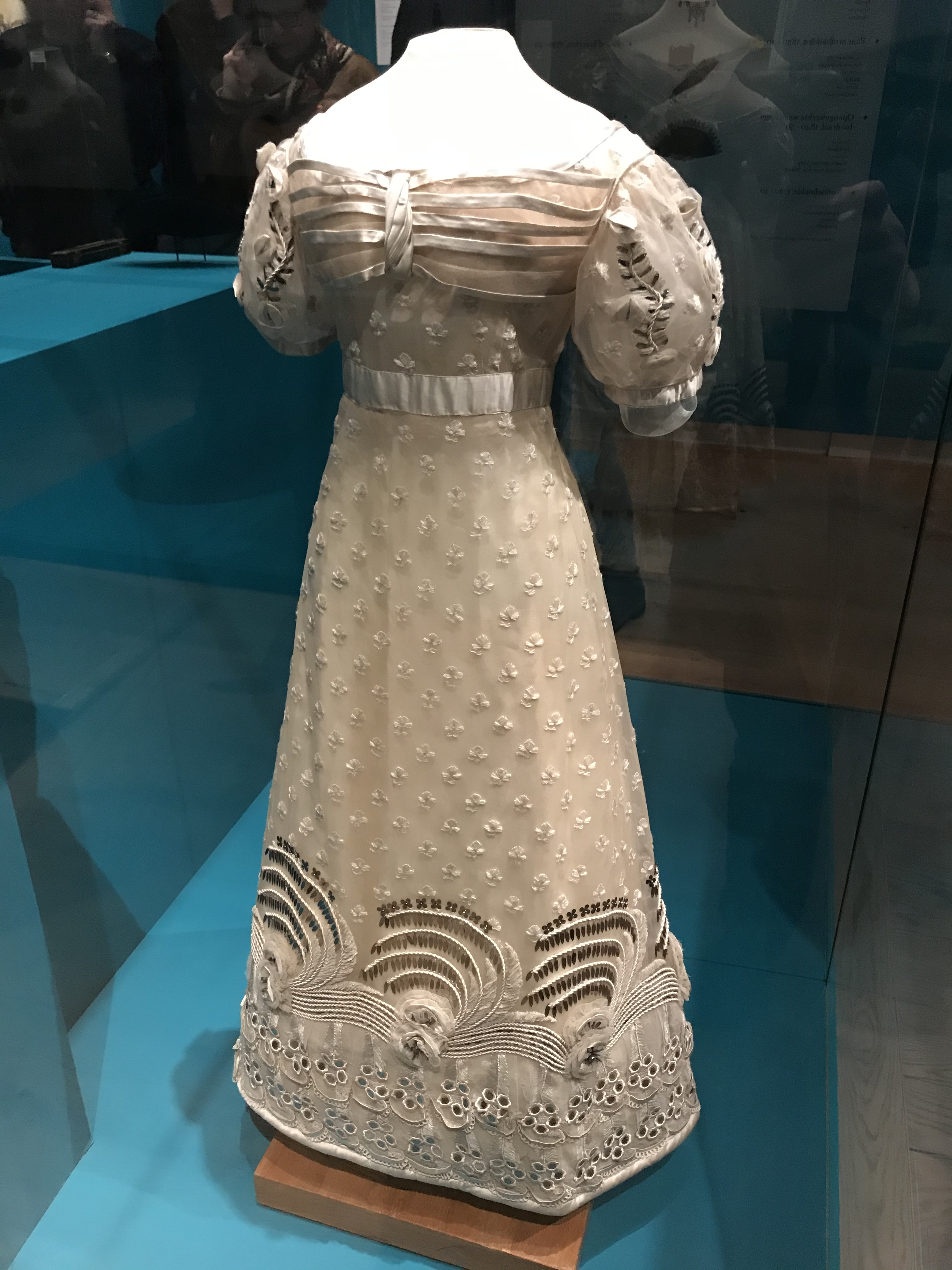
Jurk van prinses Z.I. Yusupova met een soortgelijke corselet

## Schatkamer

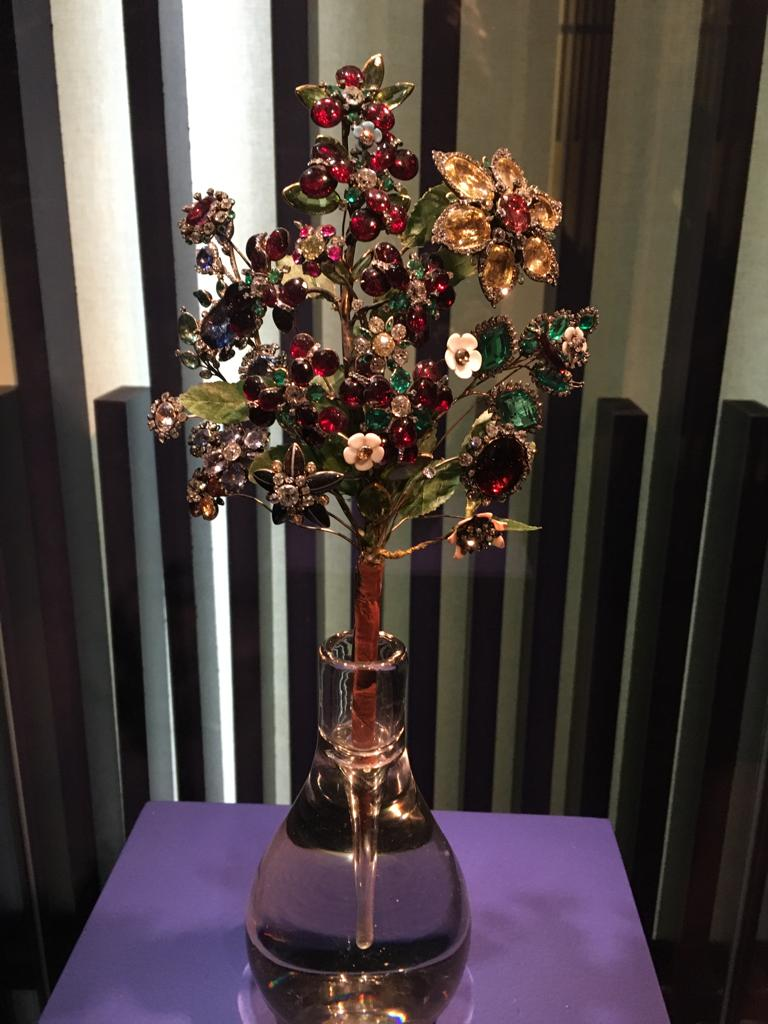
Bloemen corsage door Jérémie Pauzié

De route liep door naar een schatkamer waar objecten waren tentoongesteld die gemaakt waren door juweliers aan het hof, of verzameld door de Romanovs. Deze juwelen waren niet om te dragen, maar om mee te pronken. Vele snuifdozen waren waarschijnlijk verzameld door Catharina II. De grootste blikvanger was een bloemstuk in een vaasje dat werd gedragen als corsage door Elisabeth van Rusland. Haar jurk moest verstevigd worden om het te dragen.

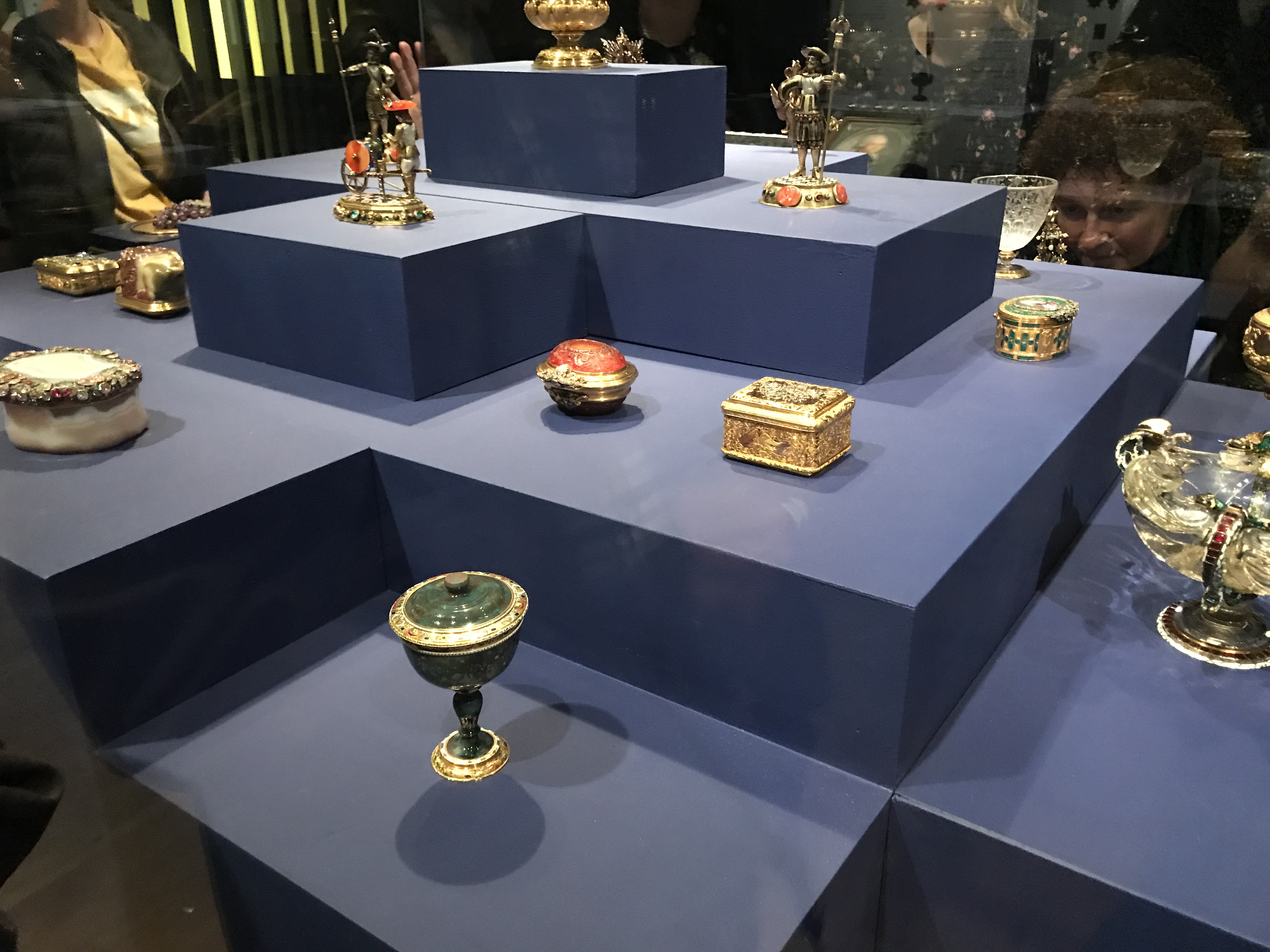
Overzicht van een uitstalling in de schatkamer
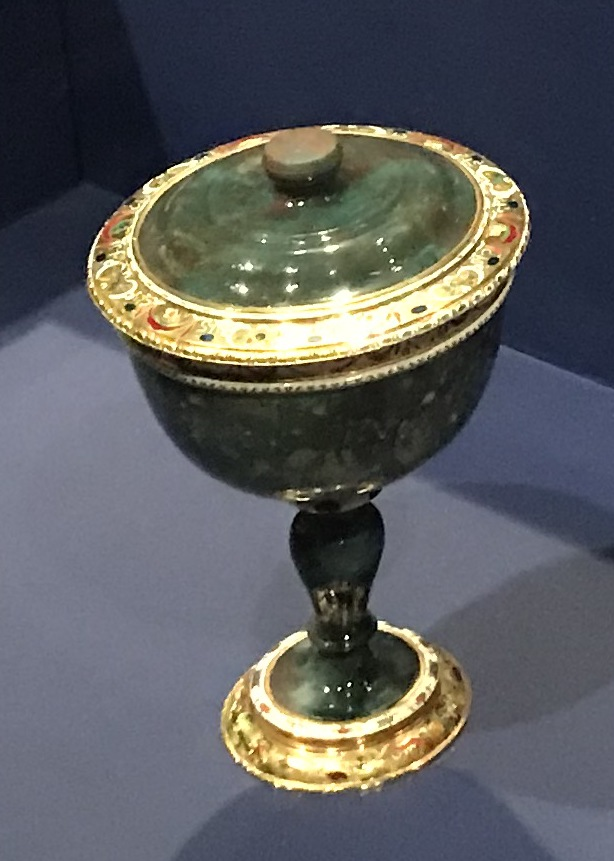
Bokaal door Ottavio Miseroni
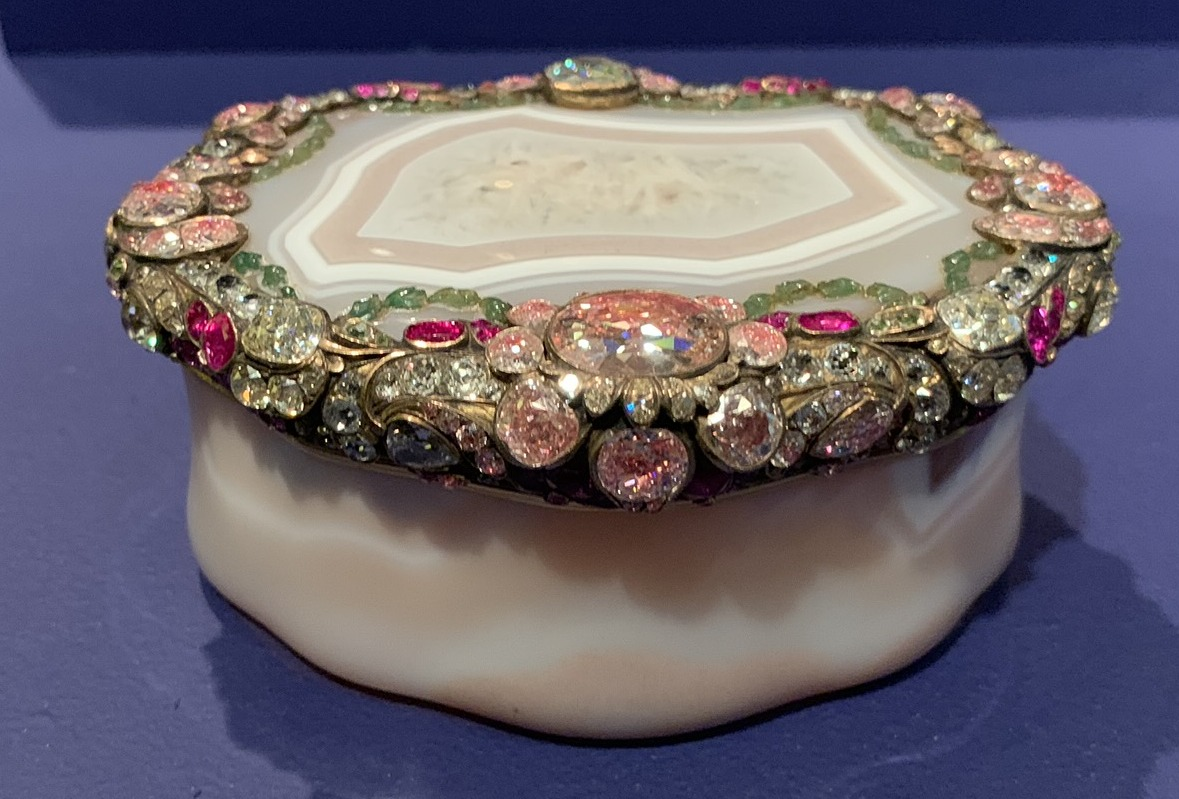
Snuifdoos geschonken door Frederik II van Pruisen
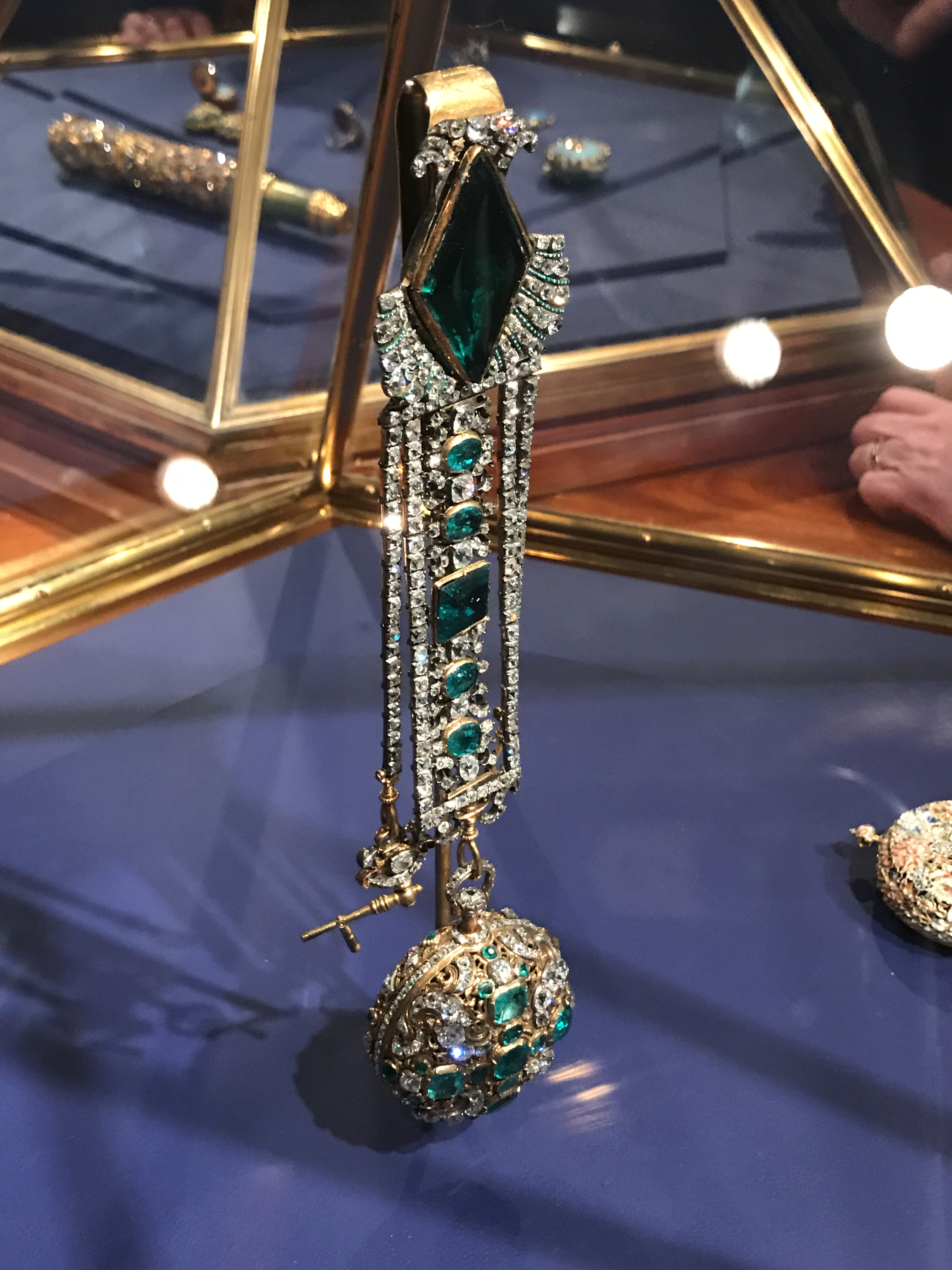
Horloge en chatelaine met smaragd en brillianten in Hermitage vitrine uit 1896
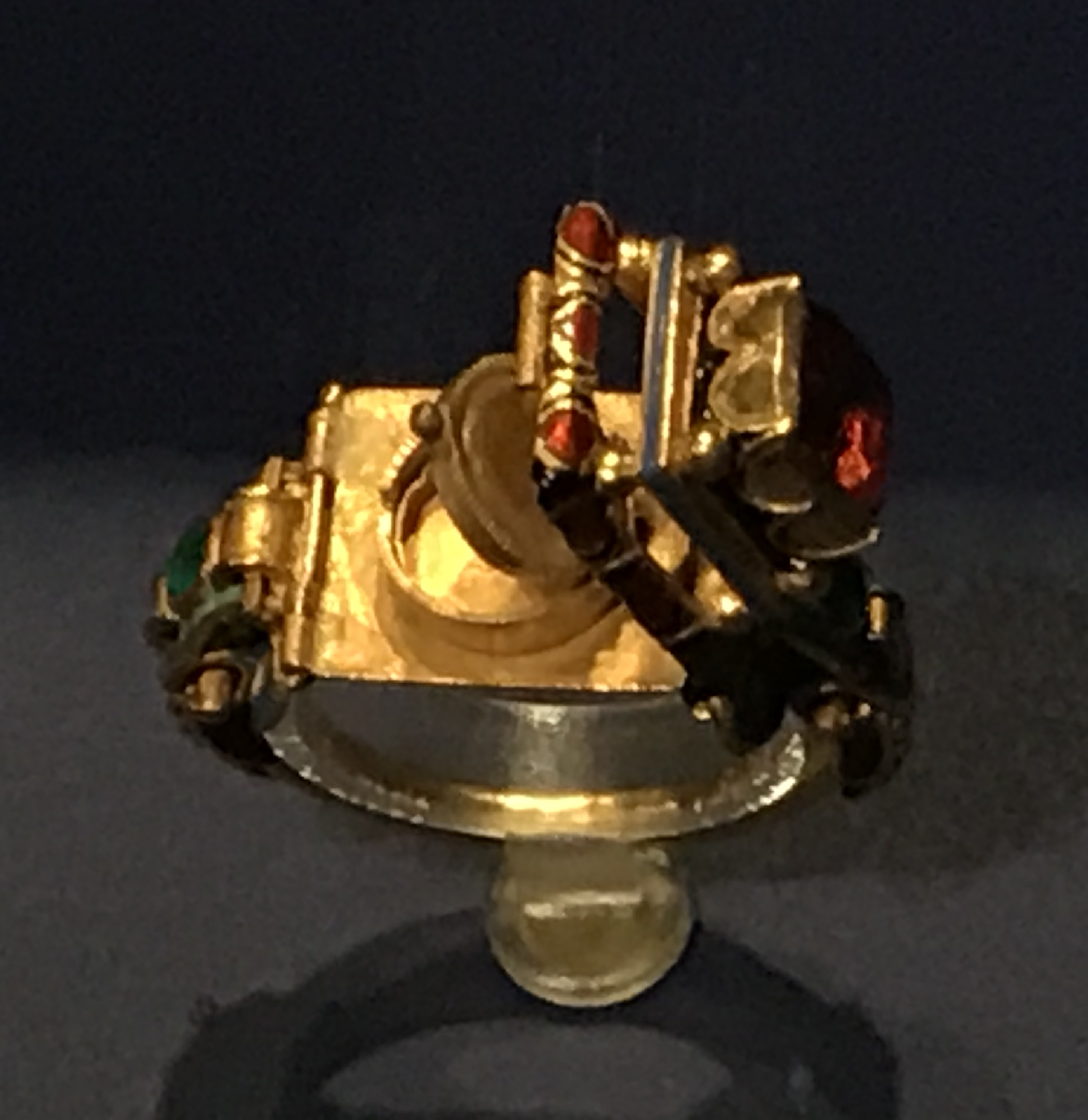
Gouden ring uit de 16e eeuw met gifreservoir

## Bovenverdieping

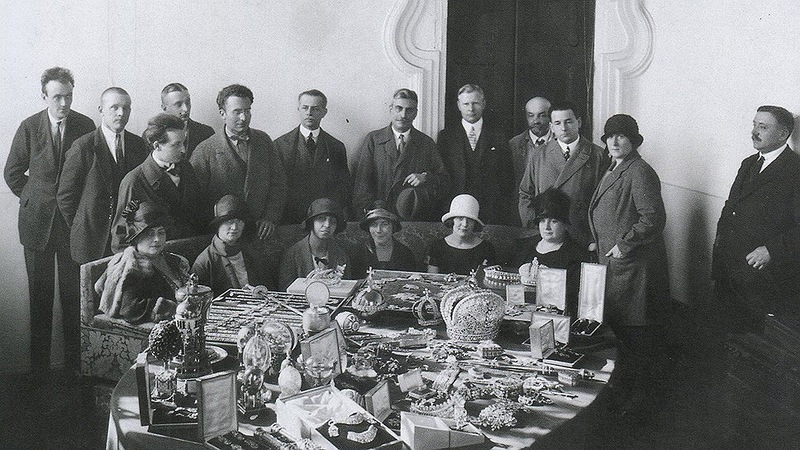
Een foto circa 1918, gepubliceerd in 1922, toont de in beslag genomen Russische kroon juwelen. Velen werden uit elkaar gehaald en verkocht. Muraal op het balkon.

De route liep door via een trap naar de balkonzalen. Als domper na de schatkamer werd een muurvullende foto getoond van de bolsjewieken met de na de moord op de Romanovs in juli 1918 in beslaggenomen kroonjuwelen.
In dezelfde gang, hingen portretten van twee hofjuweliers. Werken van beiden waren waarschijnlijk uit elkaar gehaald en verkocht door de bolsjewieken.

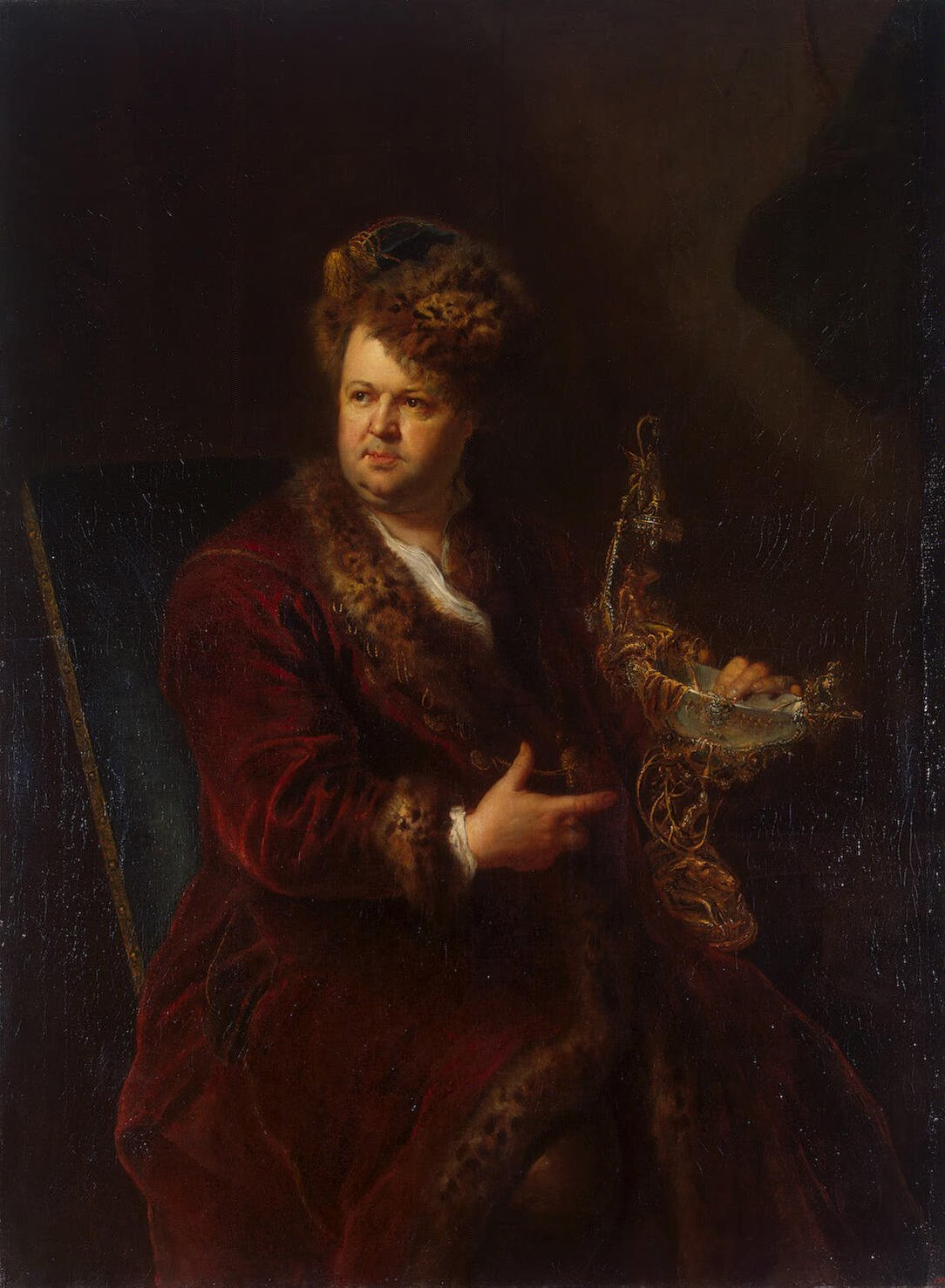
Portret van Johann Melchior Dinglinger met bokaal in zijn handen
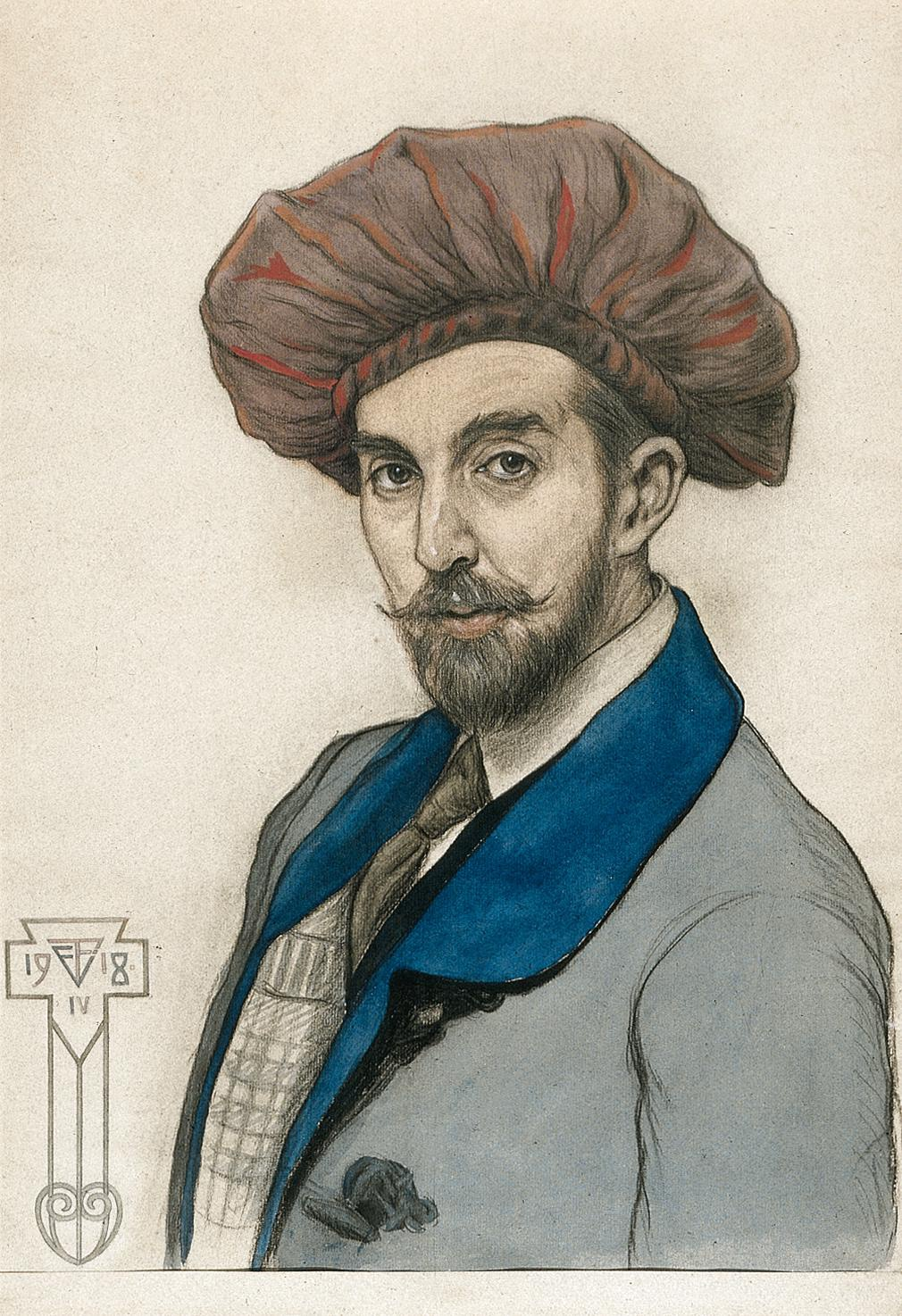
Getekend zelfportret van Agathon Fabergé dat als muurschildering werd gereproduceerd

### Catharina de Grote
Een display met items van Catharina de Grote toonde enkele items van haar gouden toiletset die 46 onderdelen bevat. Het meest opmerkelijke persoonlijke item was een pruik gemaakt van zilverdraad en een hofjurk uit het midden van de 18e eeuw.

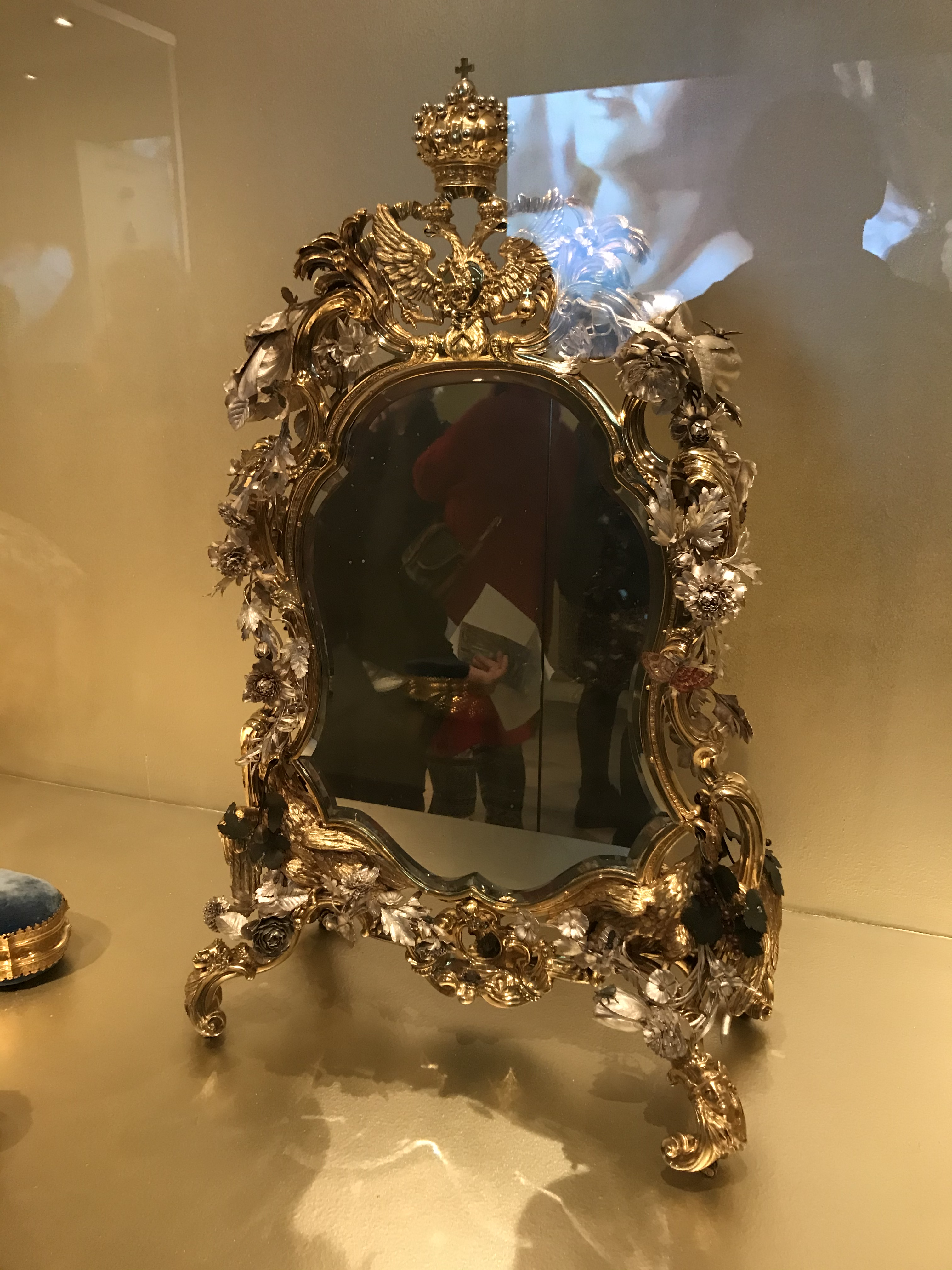
Mirror used by Catherine II
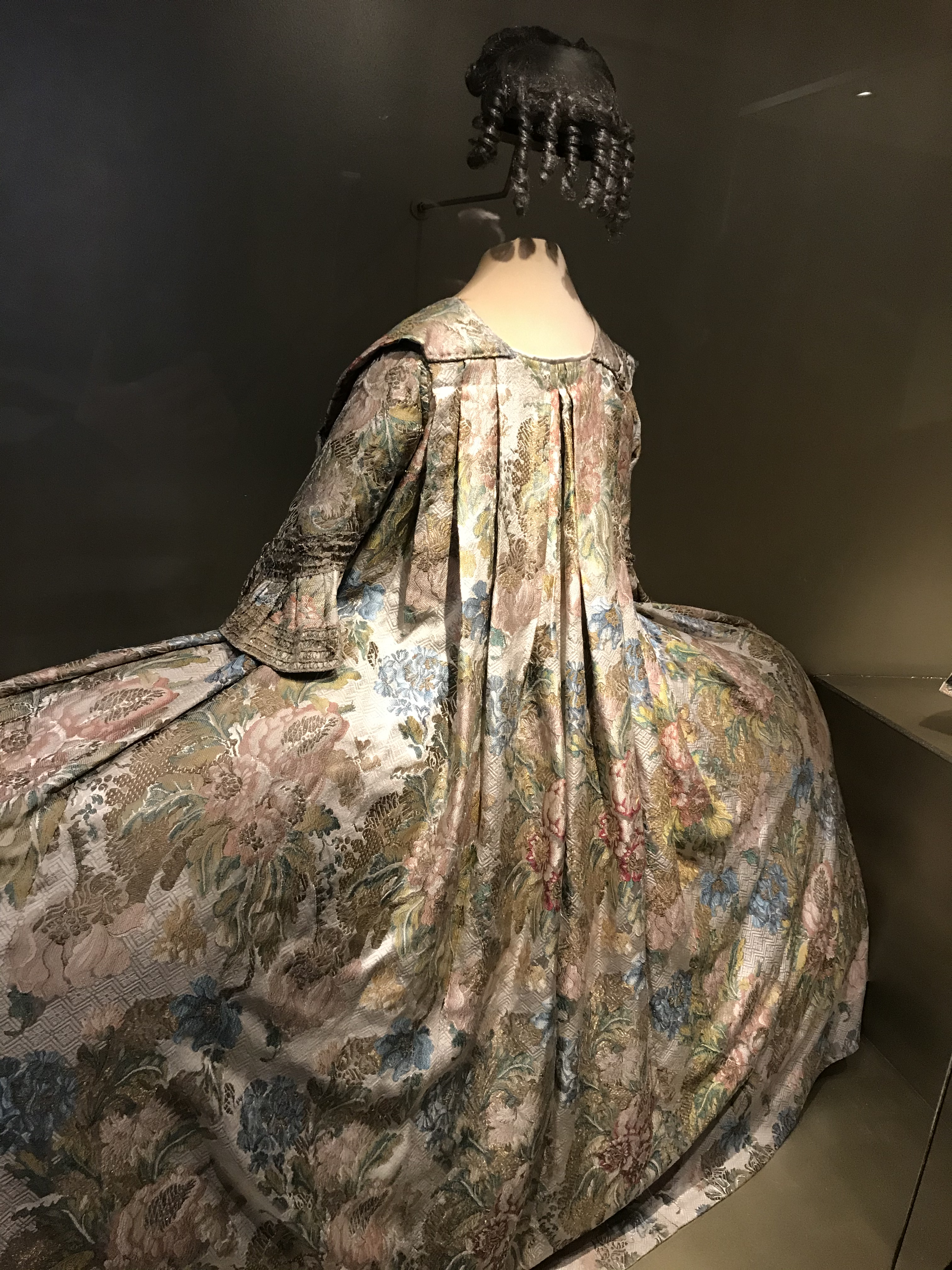
French dress with "Watteau pleat" and Catherine II's wig

### Kinderen

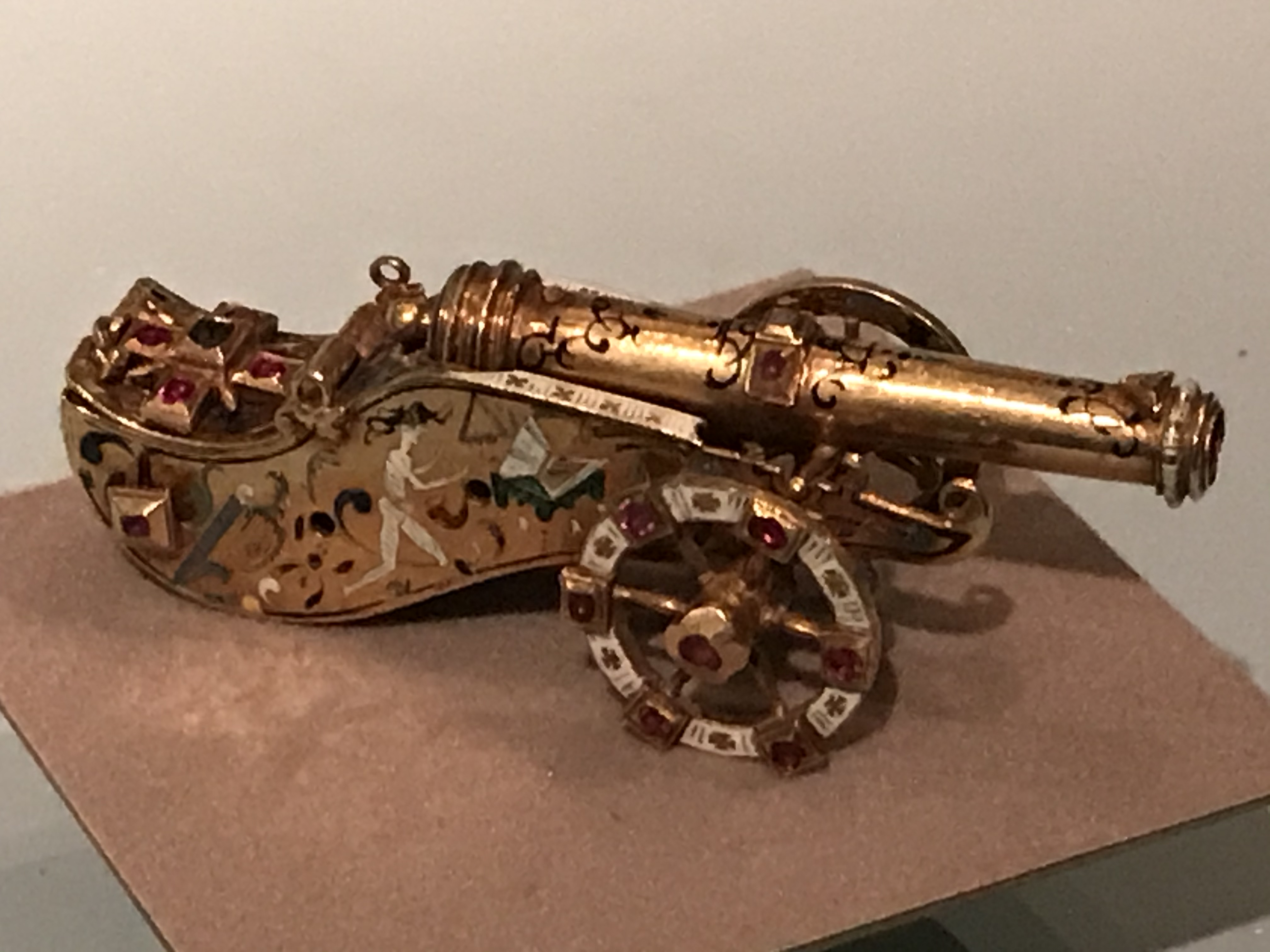
Gouden speelgoed kanon

Hofkleding voor kinderen was net zo verfijnd als voor volwassenen. Het is echter onbekend of zij mochten spelen in zulke kleding.

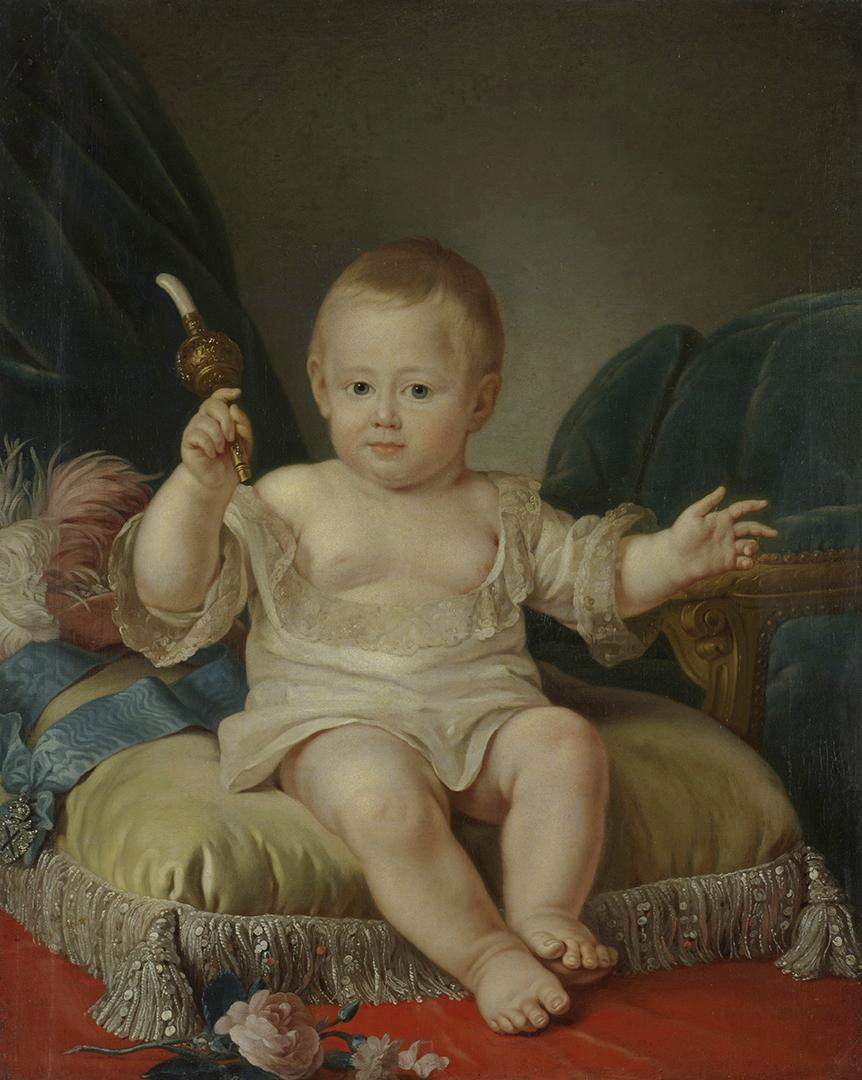
Een gouden rammelaar voor Groot Hertog Alexander Pavlovich
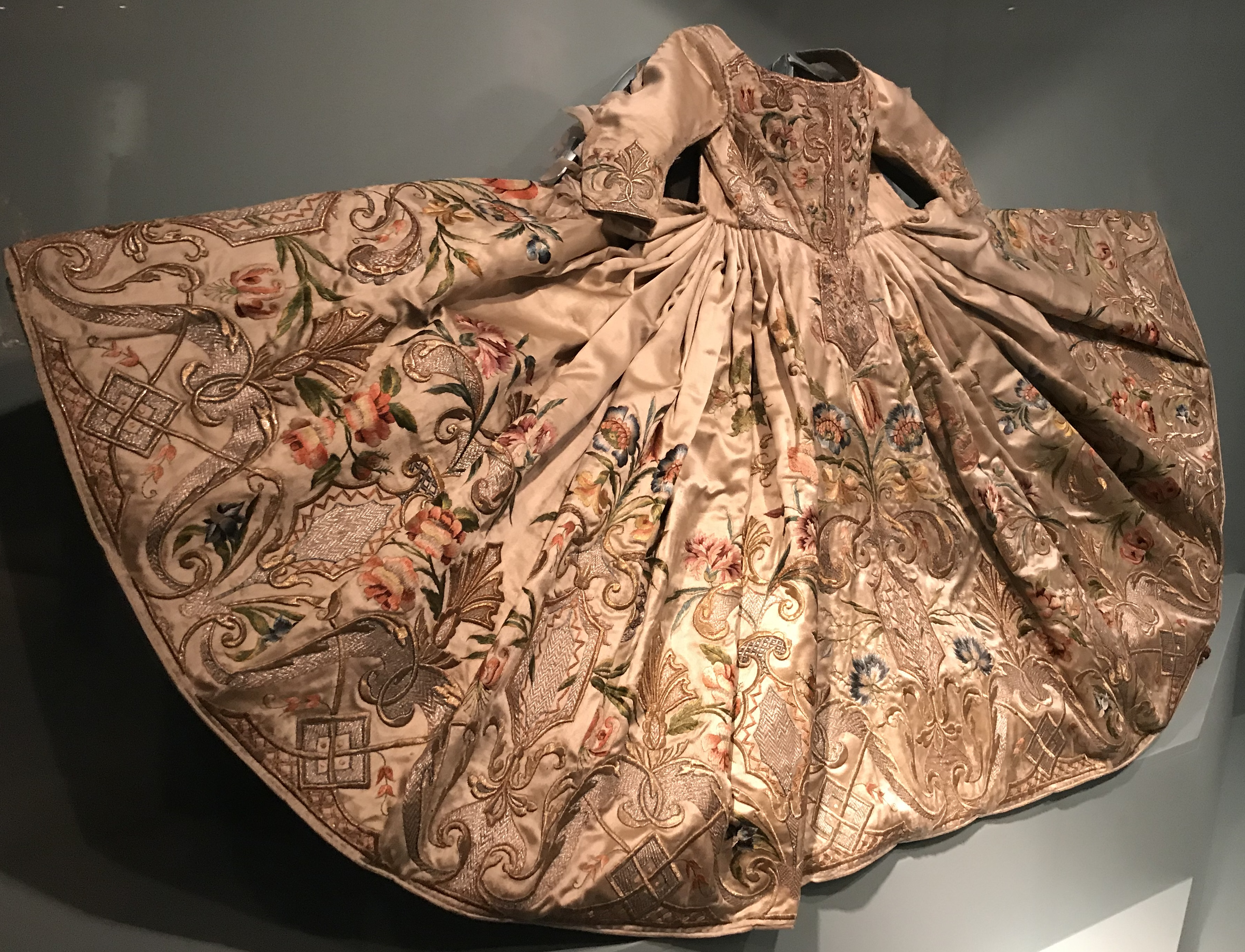
Kinderjurk gestikt met bloemen motief
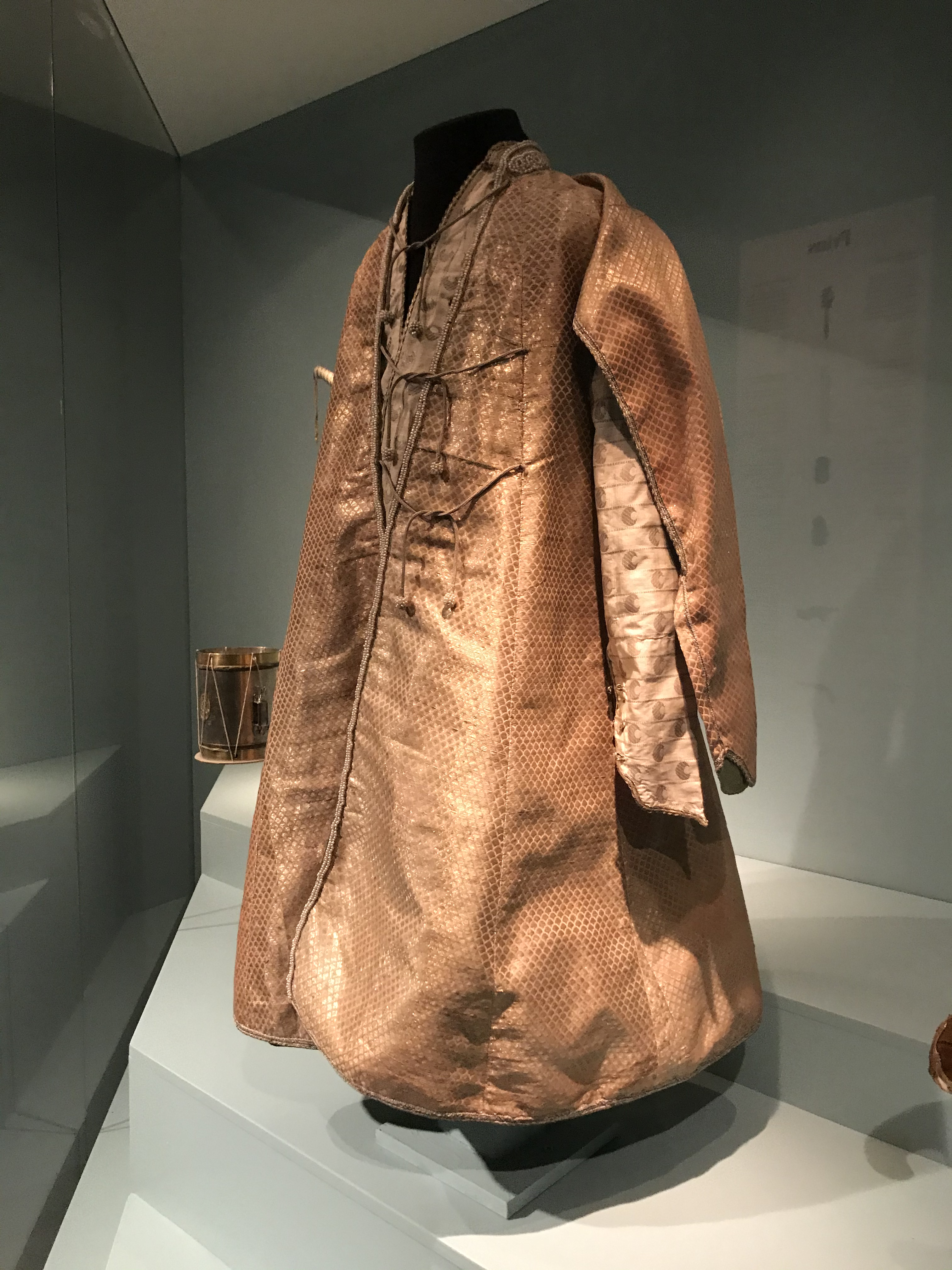
Kinder kaftan met kleine parels langs de zoom

### Huwelijk
Verschillende tradities omtrent Russische trouwerijen waren uitgelegd. Vaak werd turkoois verwerkt in juwelen en kleding voor geluk. Beneden in de balzaal waren twee armbanden van Anna Paulowna te zien van de Koninklijke verzamelingen in Den Haag. Deze tonen hun gevlochten haren achter hun initialen en hun namen gespeld in turkoois op goud. 

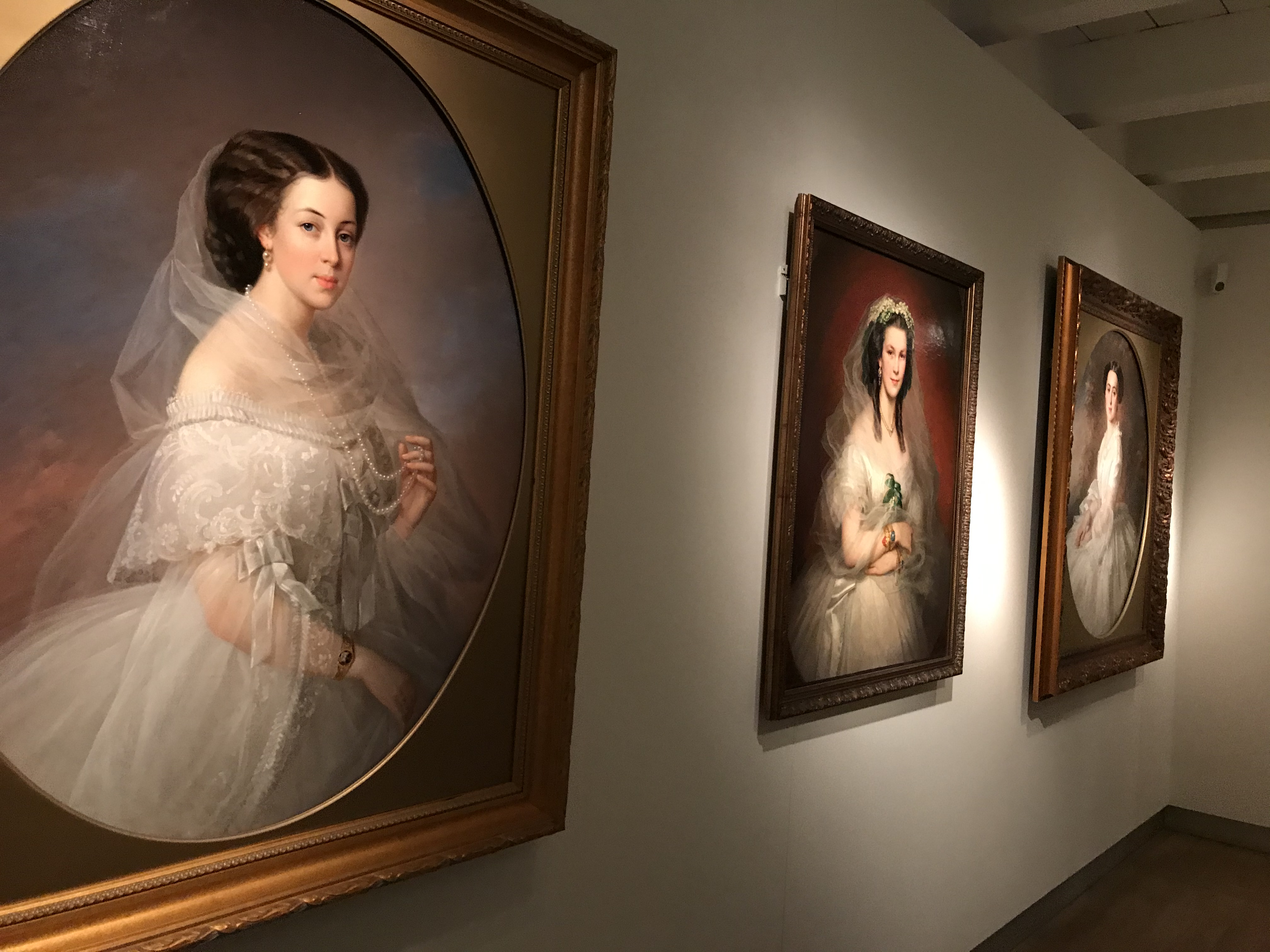
Drie bruiden
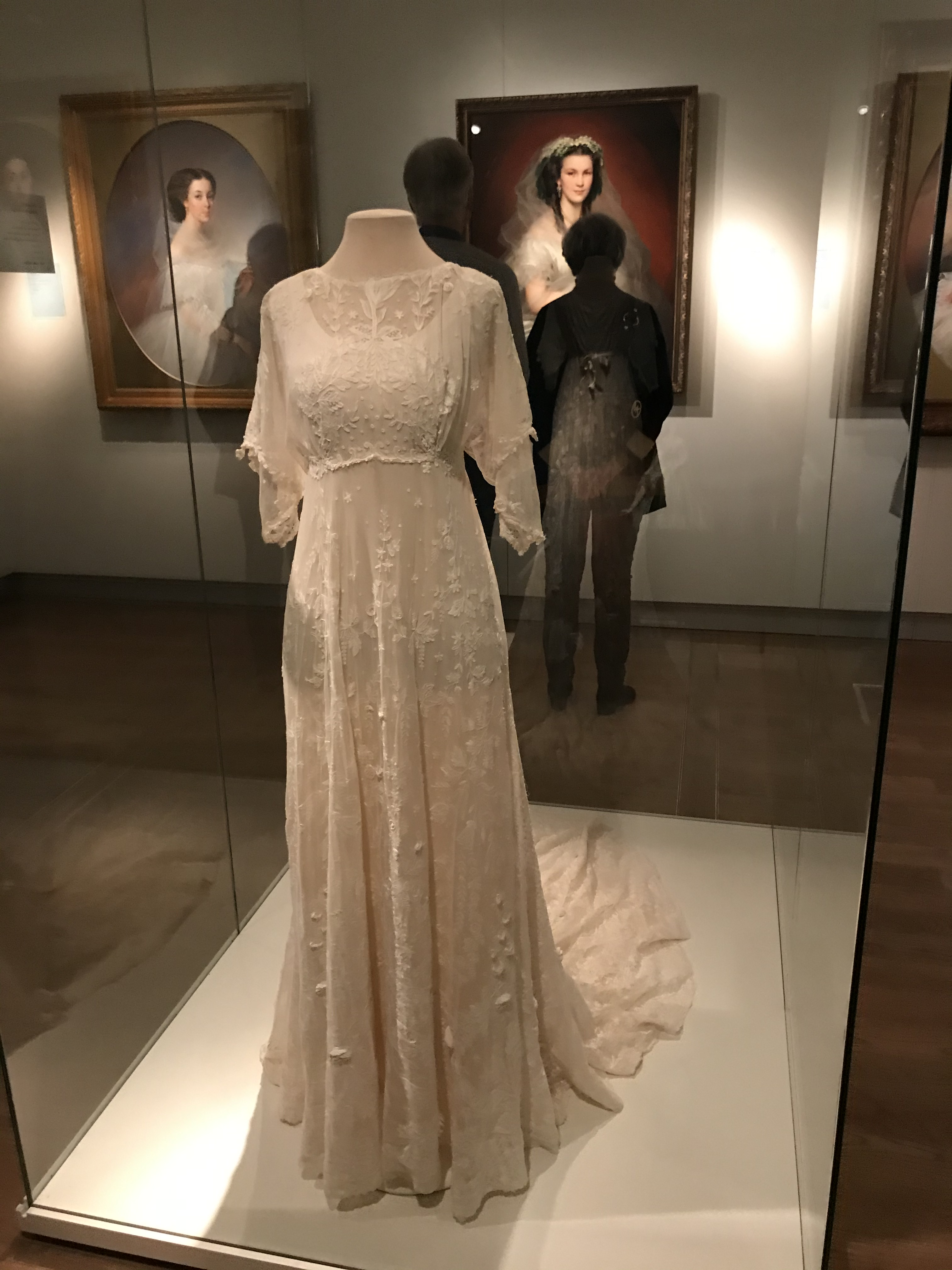
Trouwjurk van kant
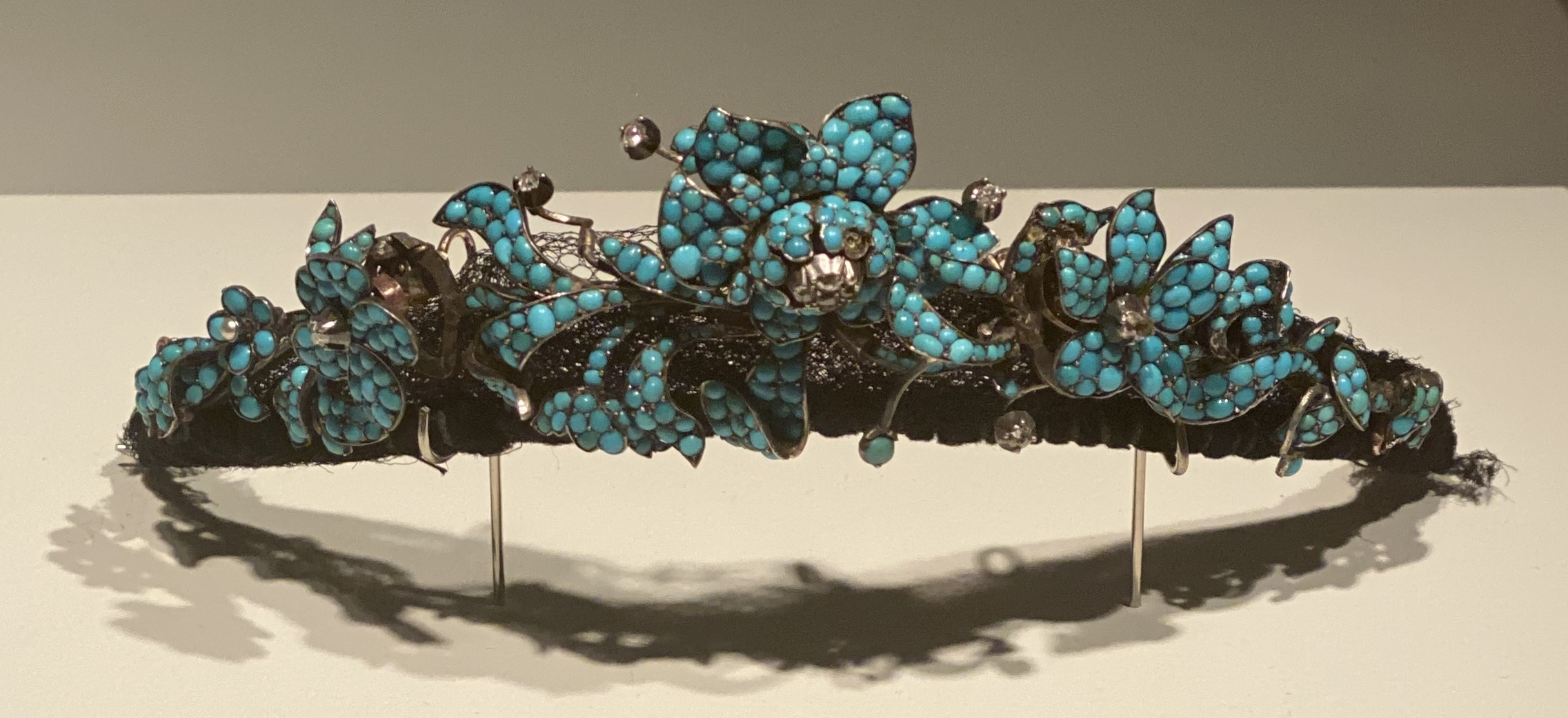
Turquoise diadeem
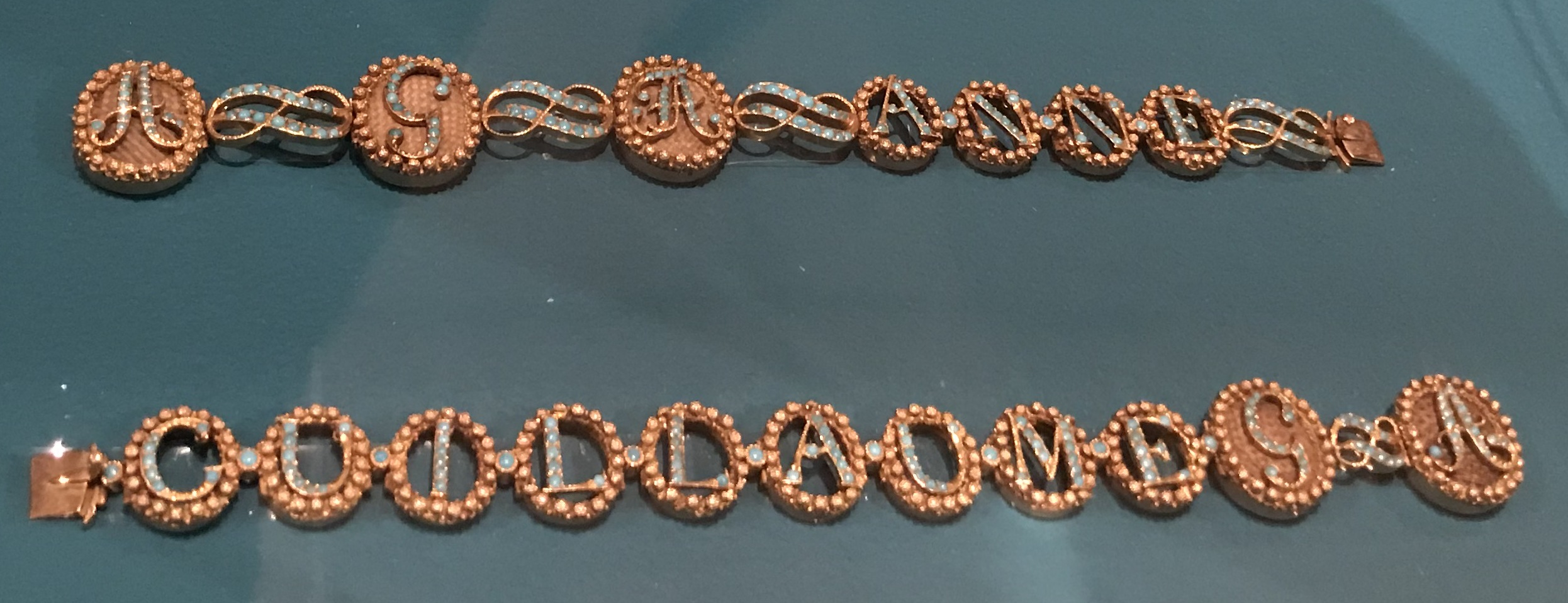
Het stel armbanden met "Anne" en "Guillaume"

### Mannen
Juwelen voor mannen was vaak in de militaire sfeer met uitbundige versieringen op gespen, knopen, of manchetten. Tevens hadden zij luxueuze uitvoeringen van dagelijkse dingen zoals rookgerei, horlogekettingen, en vernuftige etuitjes.

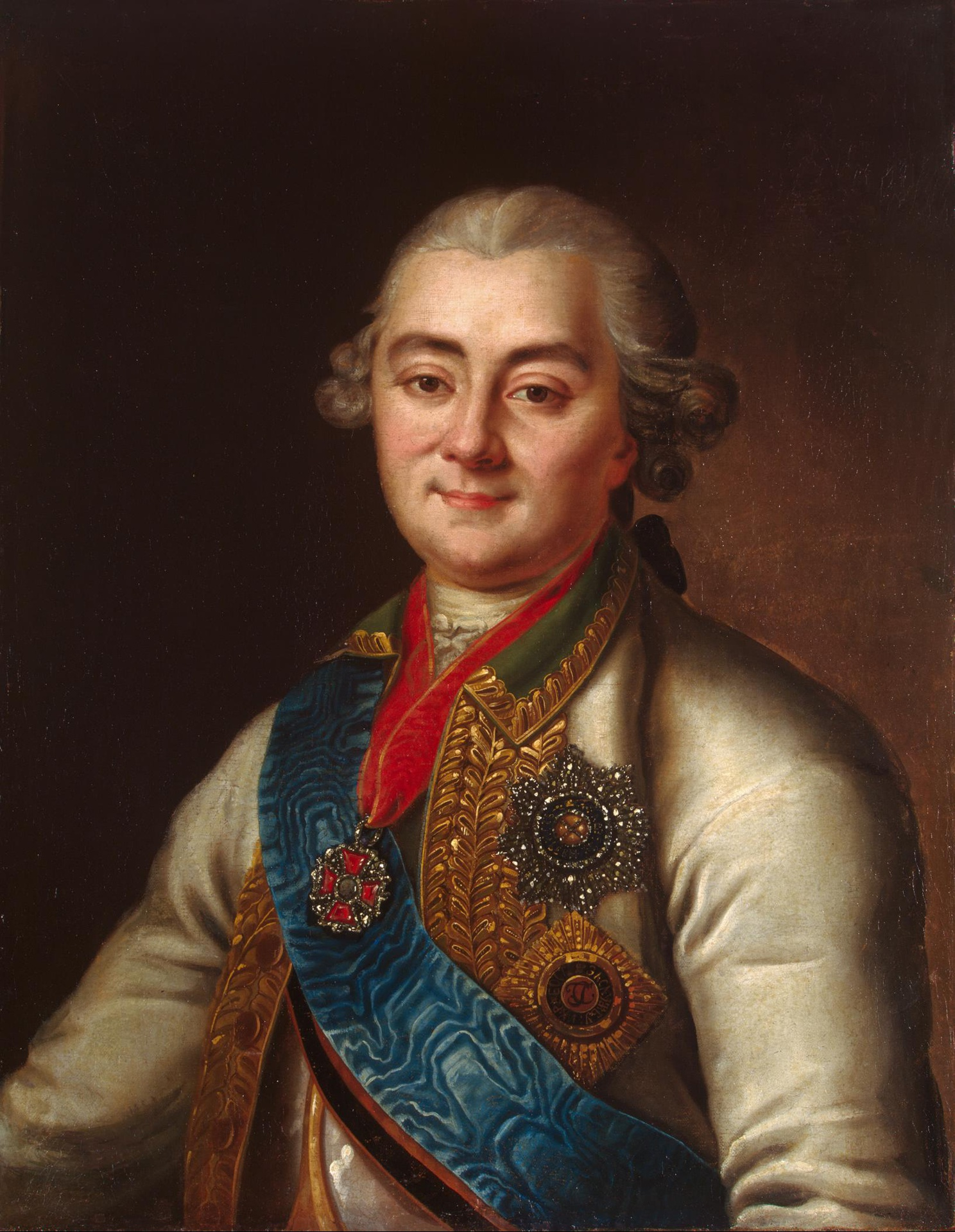
De militaire badge als juweel
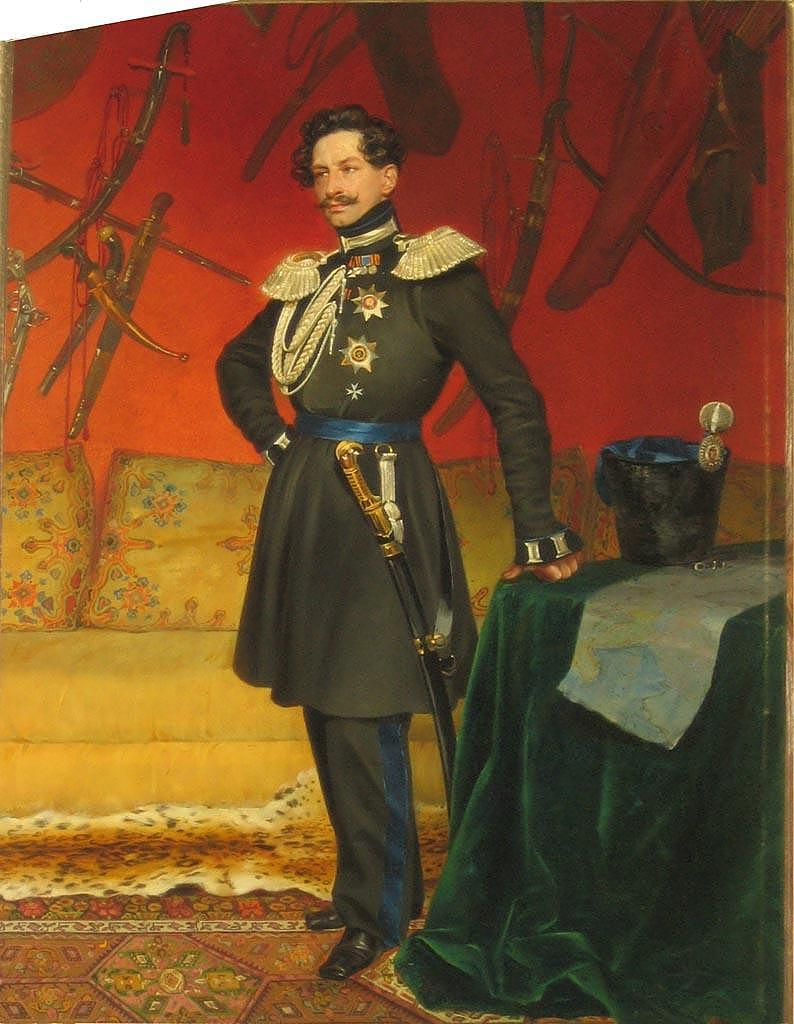
Een generaal in militair uniform
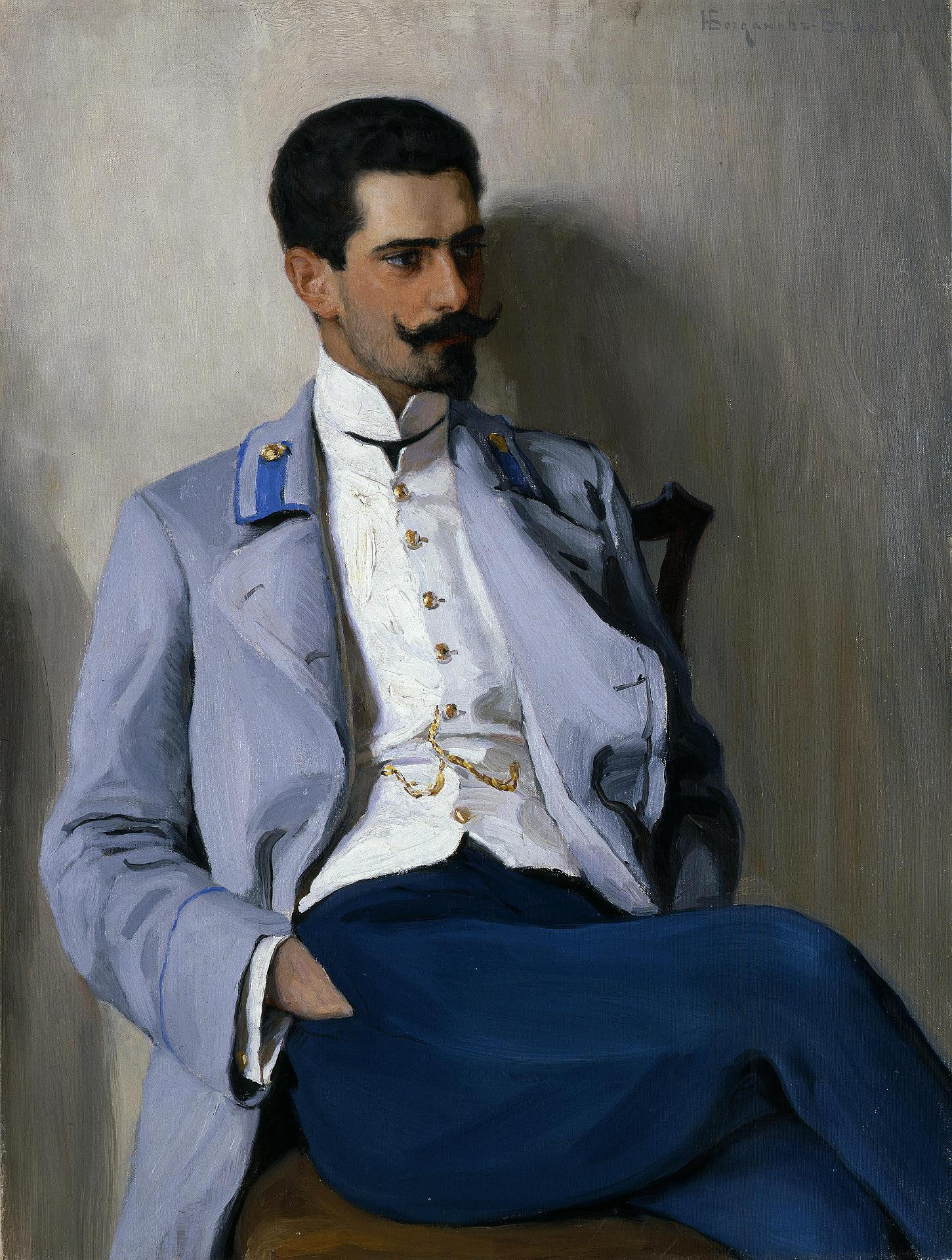
Een dandy

### Rouw
Rouwende aristocraten droegen vaak de haar van hun dierbare overledenen.

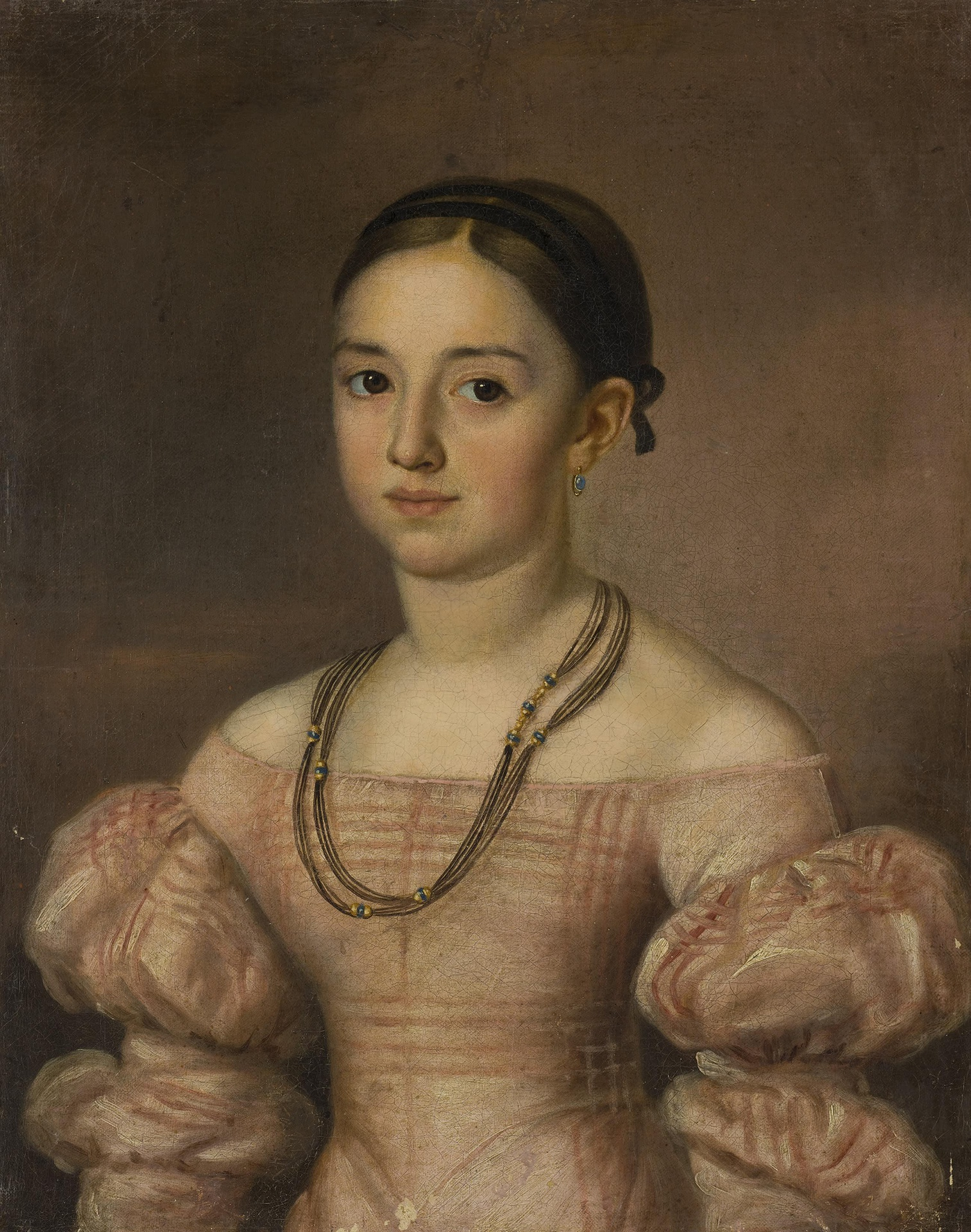
Portret van een meisje met zwarte hoofdband en ketting van mensenhaar.
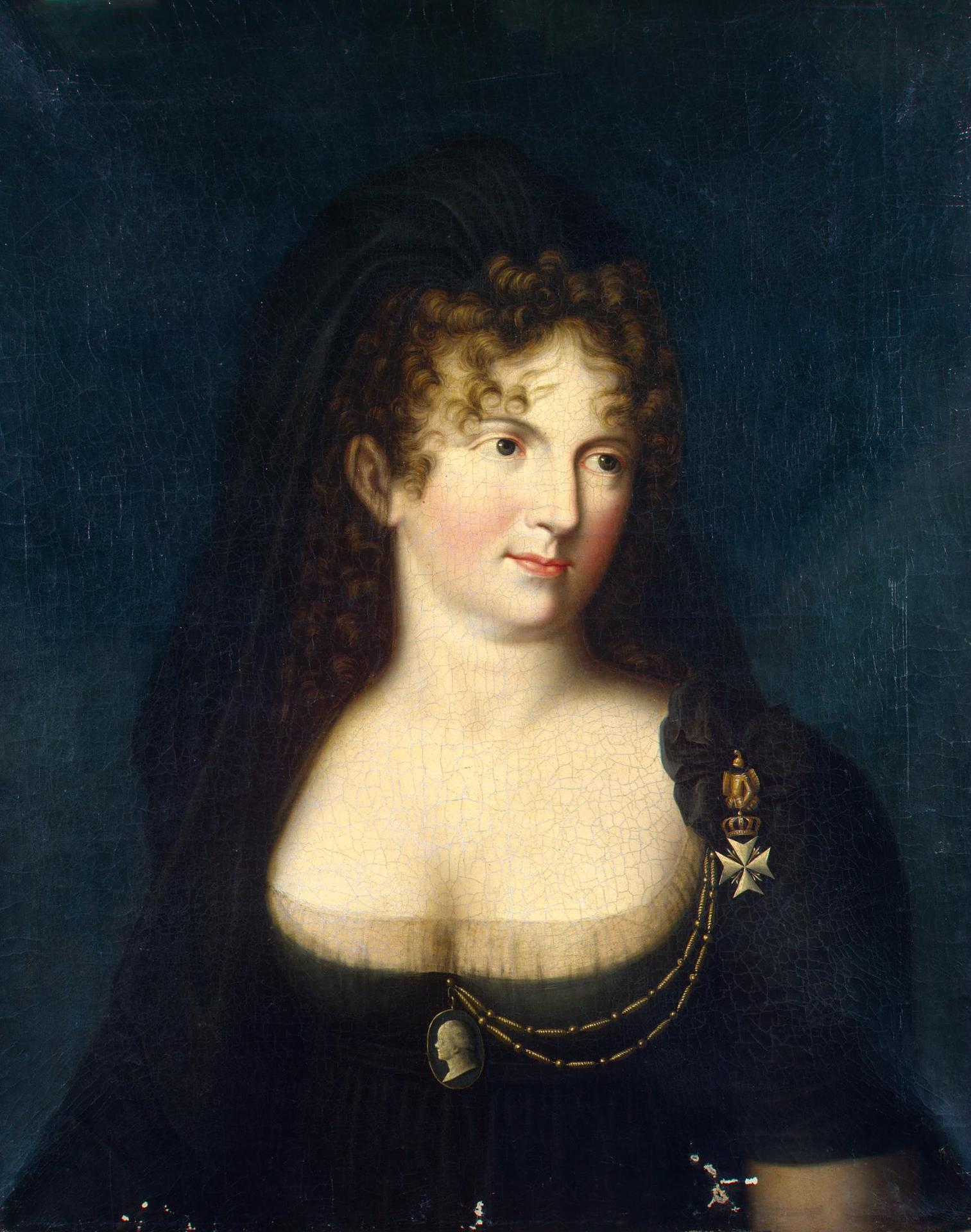
Maria Fjodorovna in rouwkleding
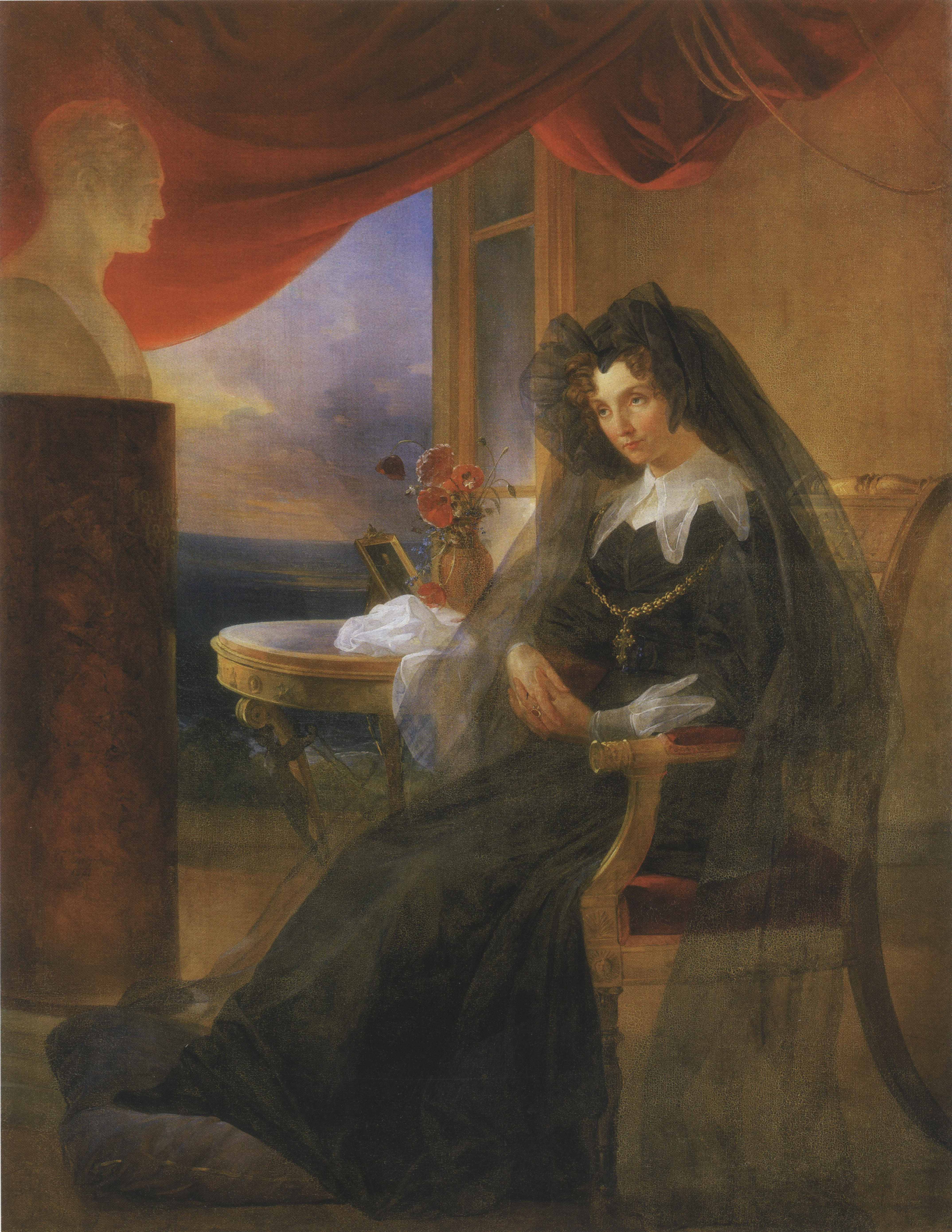
Elizabeth Alexeevna in rouw

### Fin-de-siècle

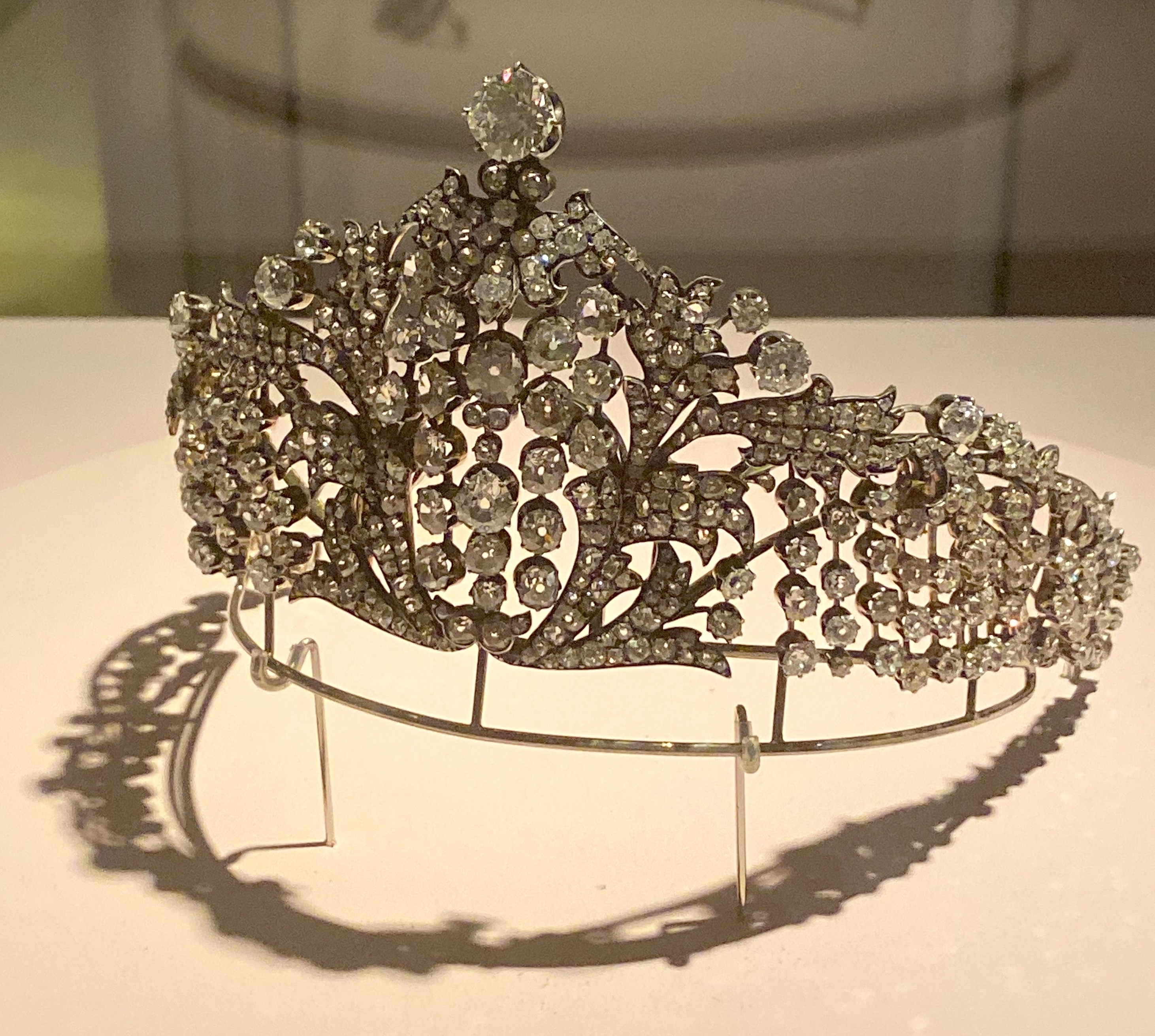
Een spectaculair Fabergé diadeem was te leen van de Fabergé Museum

De grootste blikvanger van de fin-de-siècle kamer was het Fabergé diadem, dat geplaatst was op een draaitafel om de schittering te tonen van de beweegbare onderdelen. 

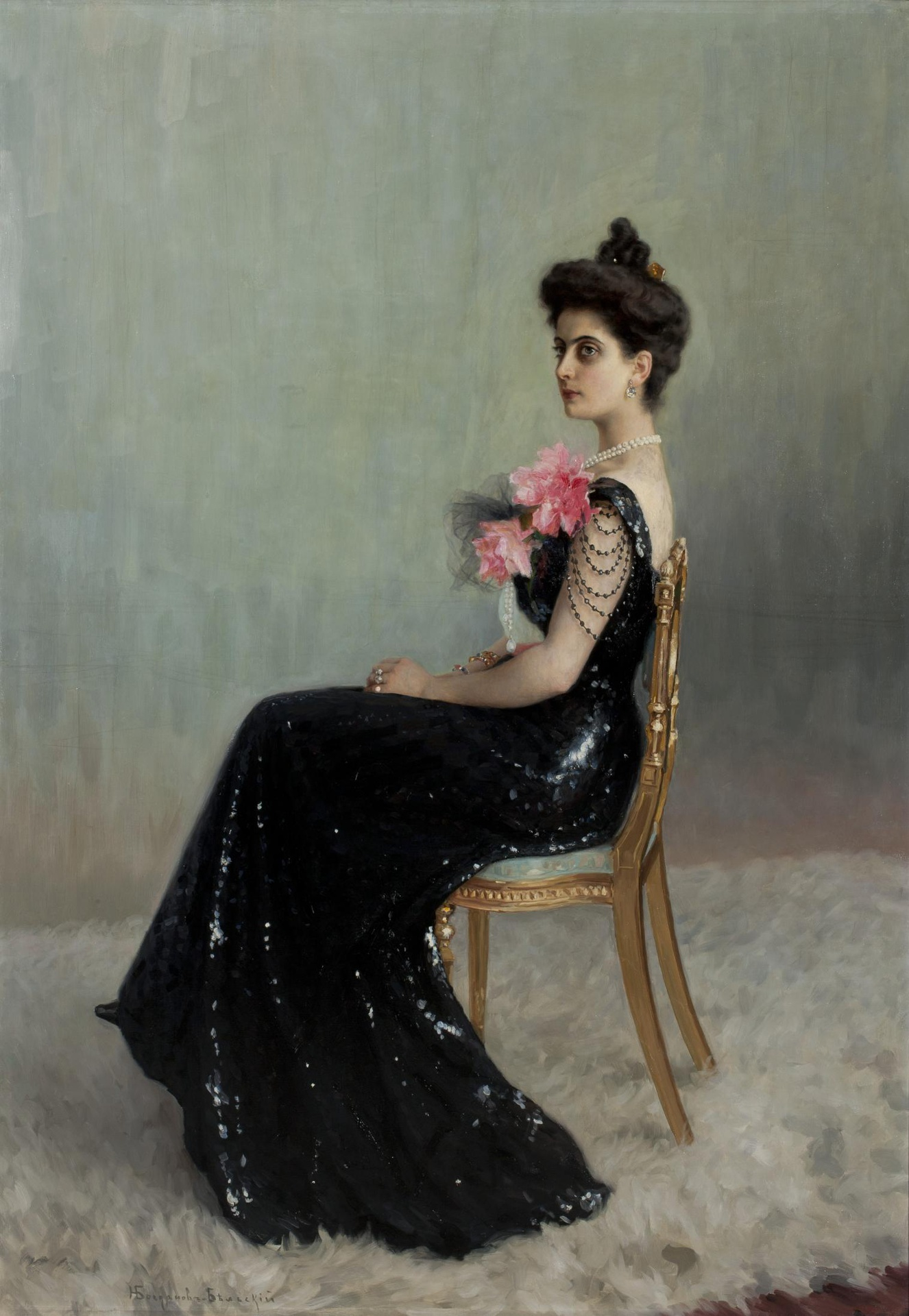
Portret van Prinses Maria Abamelek-Lazareva, née Demidova (1876-1955) in avondjurk van zwarte pailletjes
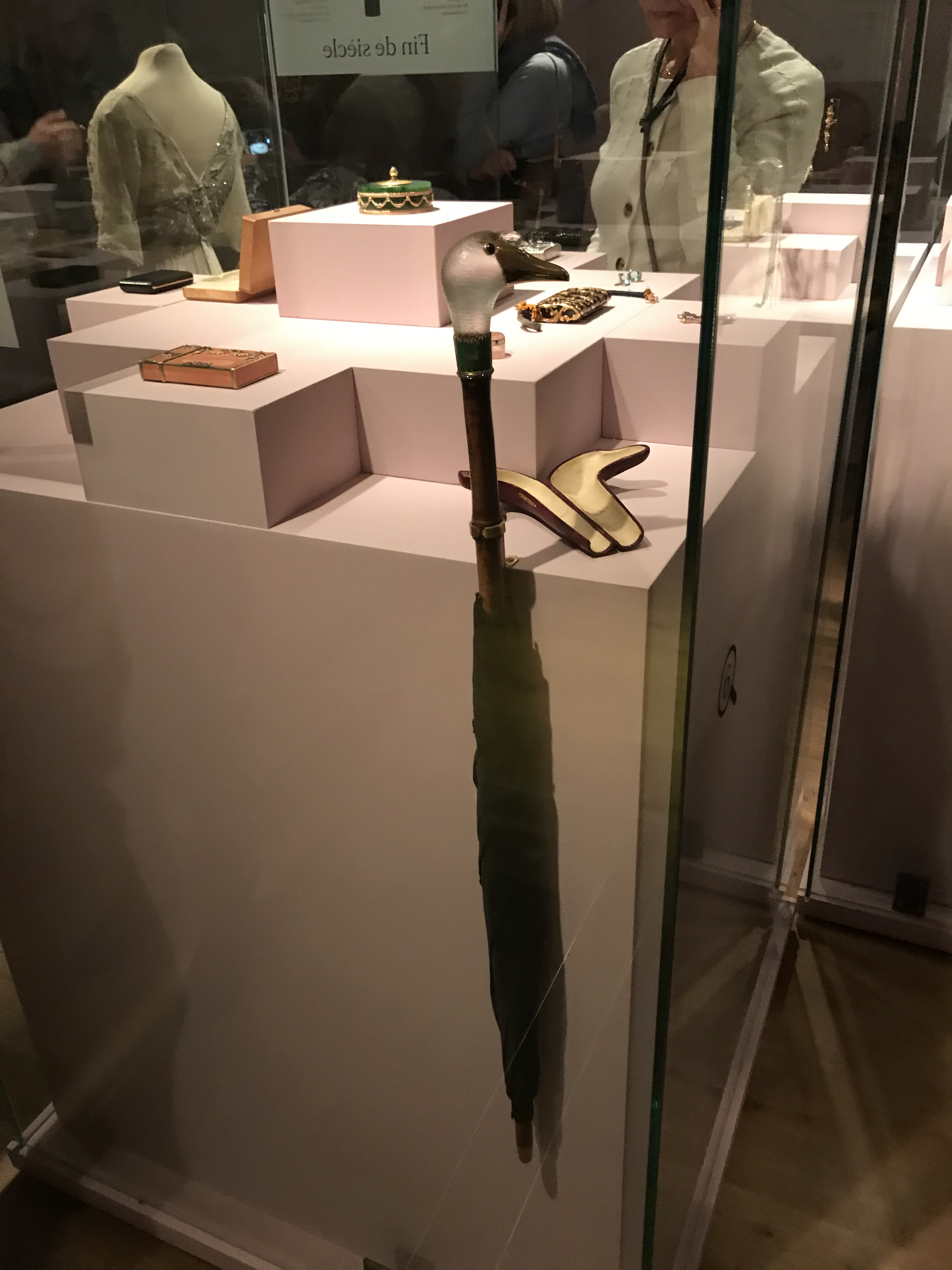
Overzicht Fabergé objecten

## Ambassadeurs
Drie modeontwerpers waren ambassadeurs voor de tentoonstelling. Zij bezocht het Hermitage in Sint Petersburg om voorwerpen te selecteren die hun inspireerden en later opgenomen werden in de catalogus. Zij hebben ook text ingesproken in de audiotour voor zowel hun geselecteerde voorwerpen als eigen ontwerpen die tentoon waren gesteld in de laatste kamer van de exhibitie.
- Bibi van der Velden, de enige sieraadontwerper, was geïnspireerd door voorwerpen gemaakt door de hofjuweliers uit de tijd dat zij hun meesterwerken maakten. Zulke stukken tonen hun kennis en kunde van het vak op een manier dat zij zag als een uitdaging. Zij selecteerde een Neptunus beeld uit ca. 1600 dat later te zien was in de "Schatkamer".[3] Zij maakte een dubbel ring met soortgelijke onverwachte details en gebruikte een scala aan verschillende stenen in de vorm van een tulp rondom een ei.

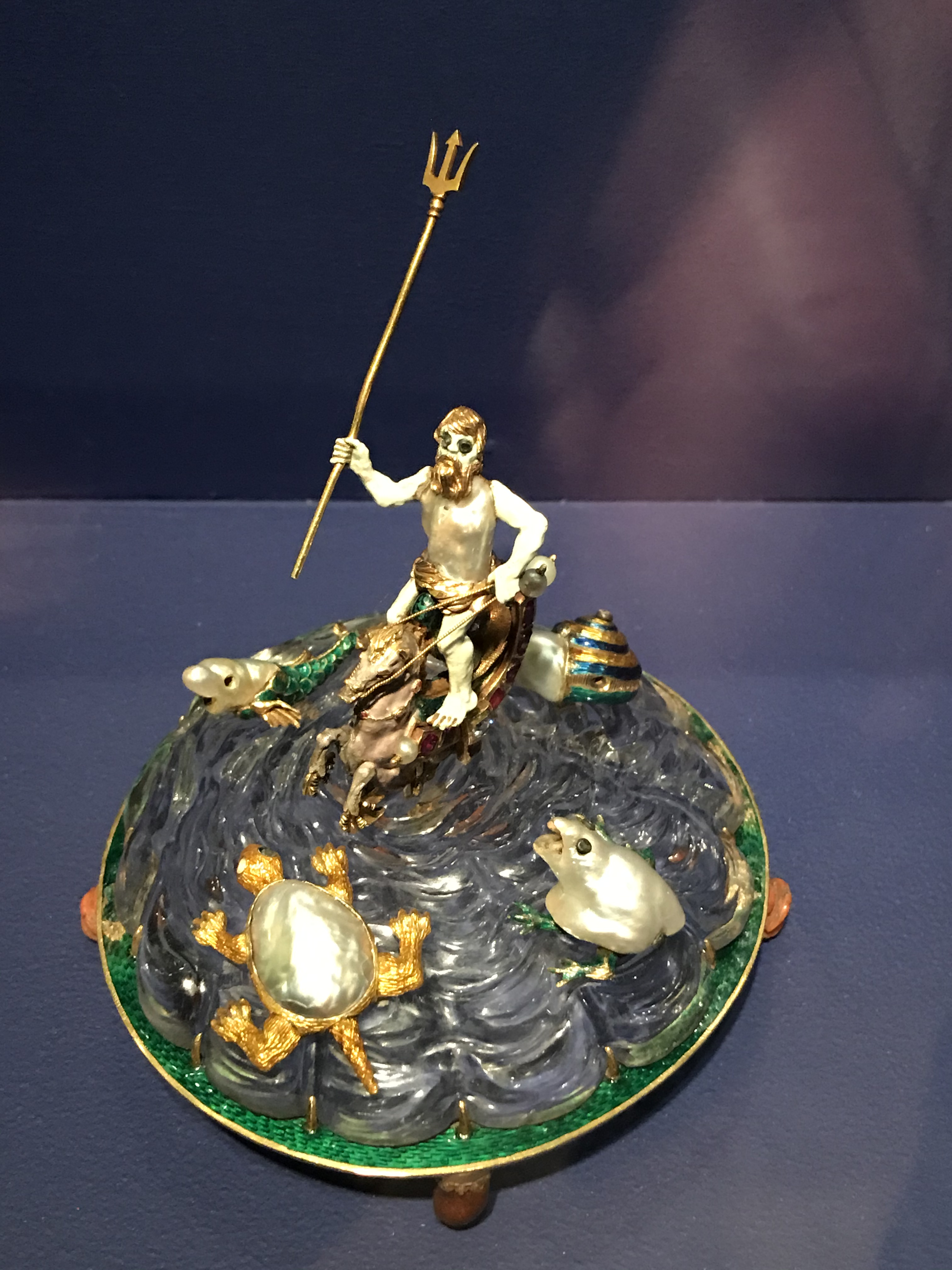
Statuette van Neptunus op een draak

- Edwin Oudshoorn, bekend van zijn creaties voor Nikkie de Jager op het Met Gala en Eurovisiesongfestival 2021, was geïnspireerd door kleuren en opzettelijk gemaakte tekenen van verderf op een fin-de-siècle broche in de vorm van een bloeiende orchidee. He maakte een jurk met dezelfde kleuren.[4] Het moest een dag van de expositie verdwijnen omdat het gedragen werd.[5]

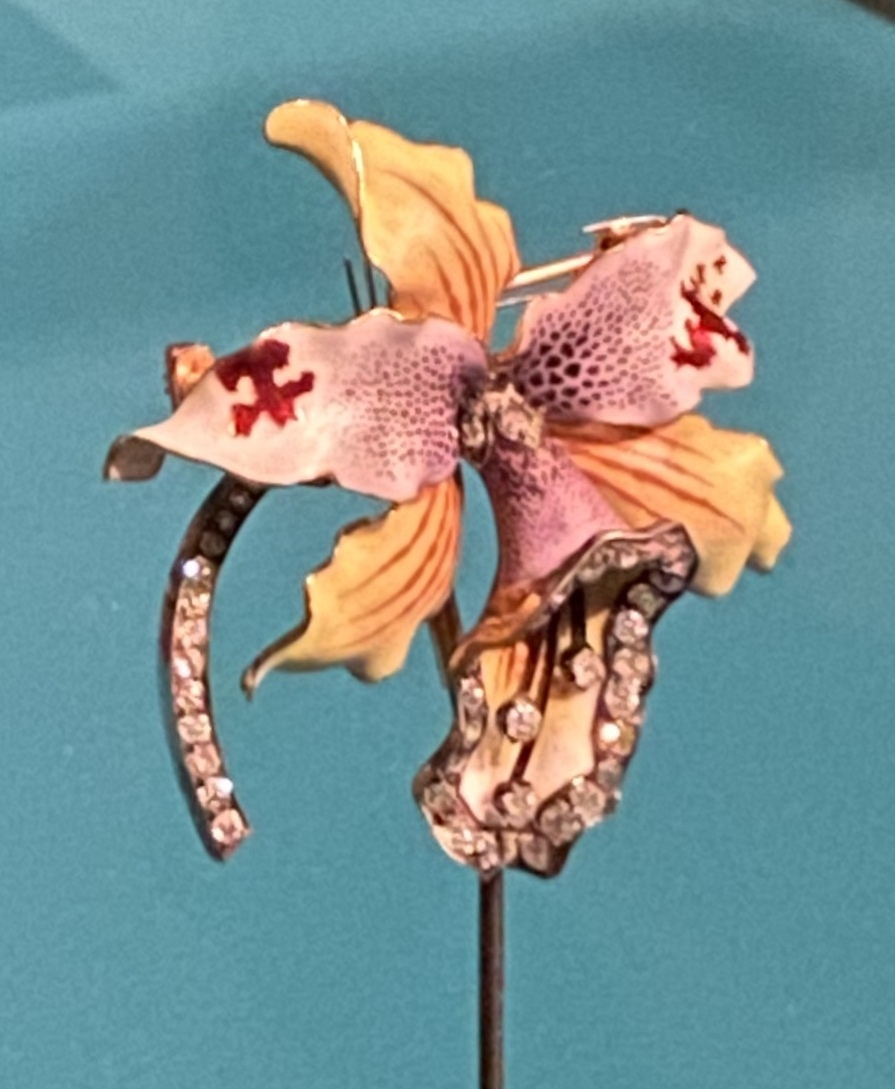
Orchidee broche

- Jan Taminiau, bekend van zijn creaties voor koningin Máxima, was geïnspireerd door een parure van gouden filigrain en papier-mâché cameeën dat uit de bruidsschat kwam van Anna Paulowna's oudere zuster, Alexandra Pavlowna. De cameeen waren mogelijk door de moeder van de bruid gemaakt, samen met hofjuweliers destijds.  Taminiau's "Postzakjasje", een van zijn vroegste ontwerpen gedragen door de koningin, was te leen uit Den Haag voor de tentoonstelling.[6]

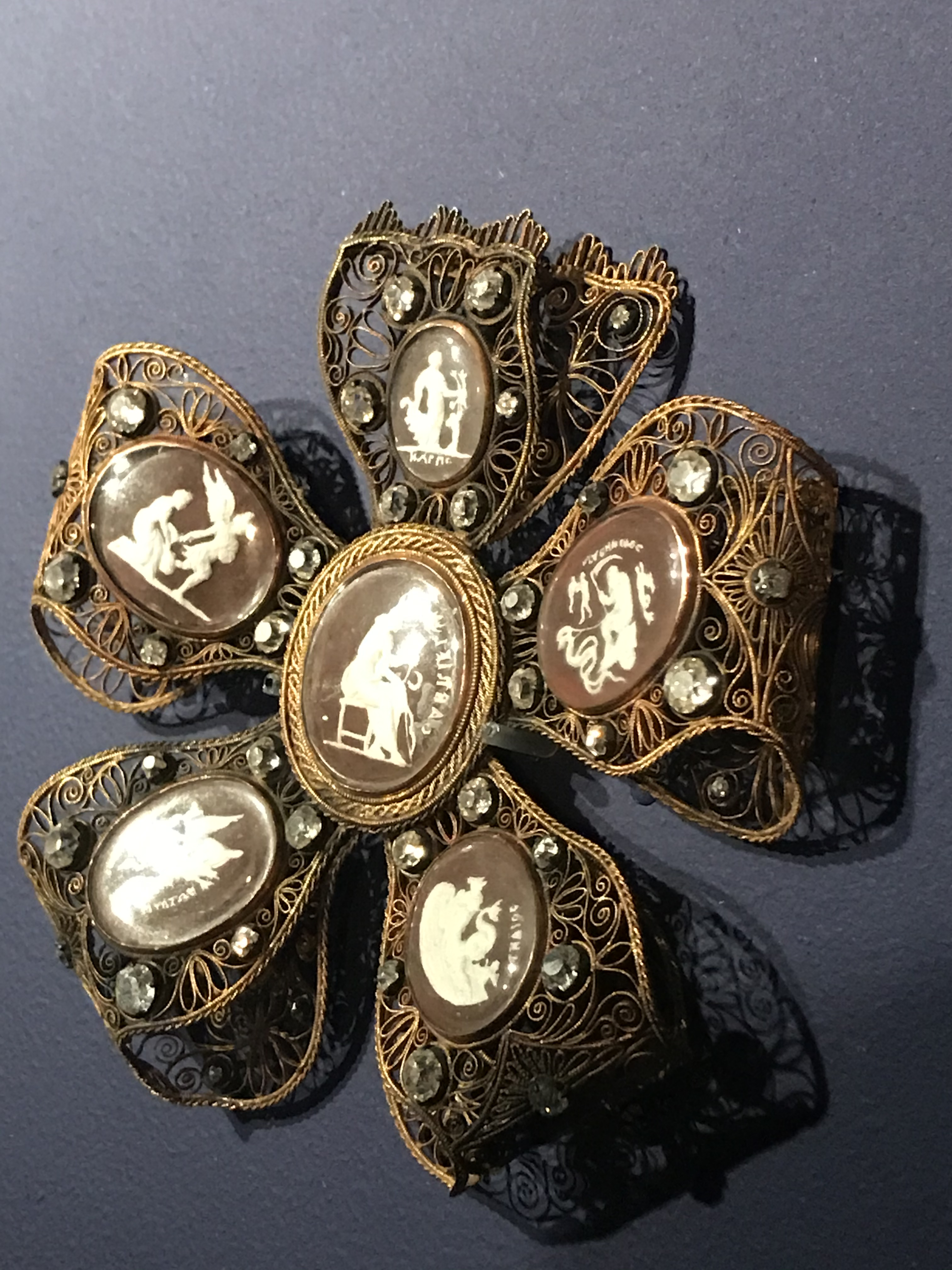
Strikje, onderdeel van het parure uit 1801 bruidsschat